# Cronologia della guerra fredda
Di seguito una cronologia degli avvenimenti principali della guerra fredda:

## Anni '40

### 1945

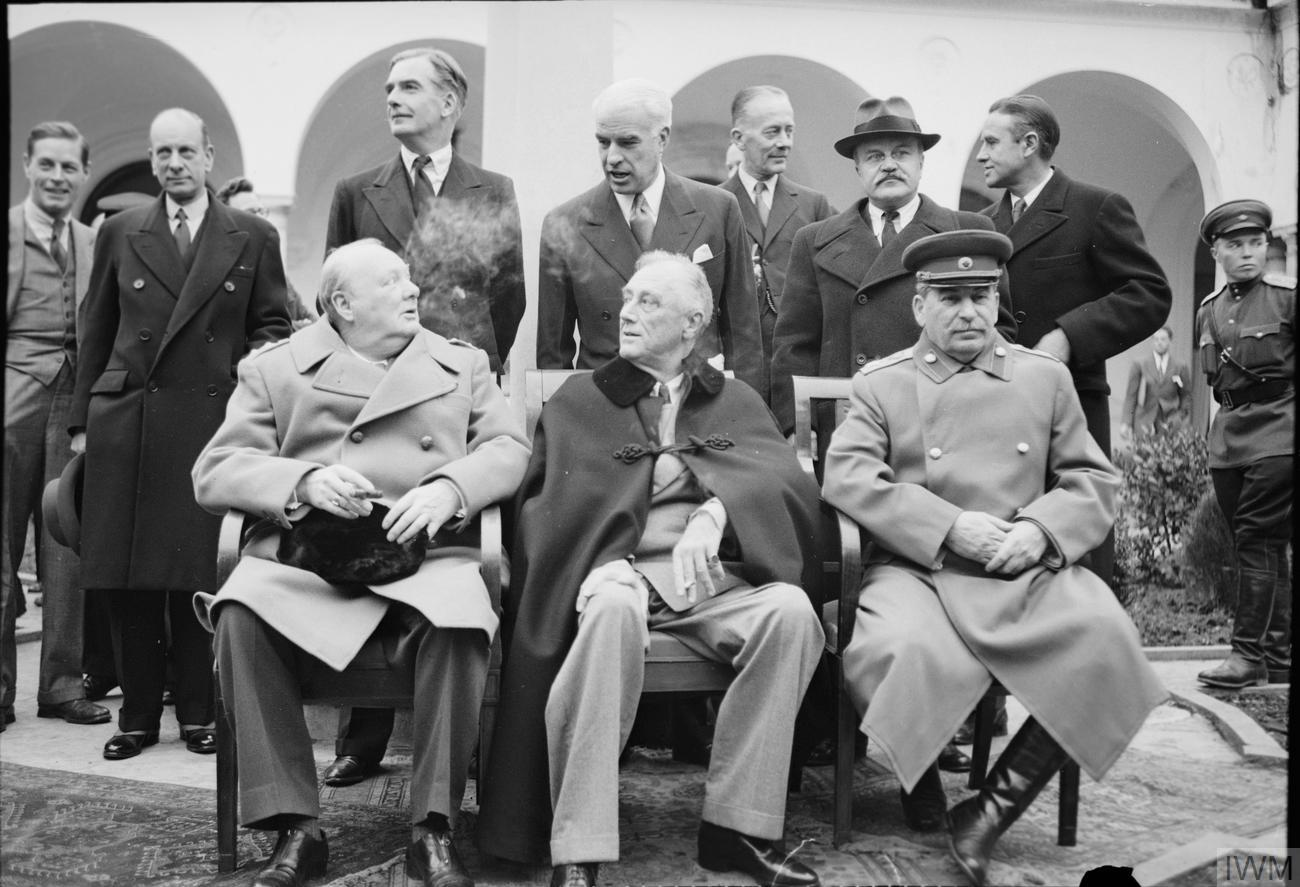
La conferenza di Yalta tra Stati Uniti, Unione Sovietica e Regno Unito.

- 4-11 febbraio: conferenza di Yalta - a Yalta si riuniscono il presidente Franklin D. Roosevelt, il primo ministro Winston Churchill, il leader sovietico Iosif Stalin ed i loro principali consiglieri. L'attenzione principale è decidere lo stato postbellico della Germania. Gli Alleati della seconda guerra mondiale (Stati Uniti, URSS, Regno Unito e anche Francia) dividono la Germania in quattro zone di occupazione. Le nazioni alleate concordano sul fatto che si terranno libere elezioni in Polonia ed in tutti i Paesi occupati dalla Germania nazista. Inoltre, le nuove Nazioni Unite sostituiranno la fallita Società delle Nazioni.[1]
- 6 marzo: l'Unione Sovietica installa un governo fantoccio in Romania.[2]
- 7 marzo: Josip Broz Tito viene insediato come capo di Stato del governo provvisorio della Jugoslavia Federale Democratica.[3]
- Marzo-aprile: Stati Uniti e Gran Bretagna s'indignano quando Stalin installa un governo fantoccio comunista in Polonia.[4]
- Marzo-aprile: Stalin è indignato per i rapporti imprecisi sull'operazione Sunrise secondo cui l'OSS americano in Svizzera sta negoziando la resa delle forze tedesche; chiede che un generale russo sia presente a tutti i negoziati. Roosevelt nega con veemenza l'accusa ma chiude l'operazione in Svizzera. Un generale russo è presente ai negoziati in Italia che portano alla resa.[5]
- 12 aprile: morte di Roosevelt; il vicepresidente Harry S. Truman subentra con poca conoscenza degli attuali sforzi diplomatici, nessuna conoscenza della bomba atomica e un pregiudizio contro la Russia.[6]
- 2 maggio: fine della guerra civile in Italia.
- 24 luglio: conferenza di Potsdam - alla conferenza di Potsdam, Truman informa Stalin che gli Stati Uniti hanno armi nucleari.[7]
- 6 agosto: bombardamenti atomici di Hiroshima e Nagasaki - Truman segue il consiglio del segretario alla guerra Henry L. Stimson e dà il permesso per il primo uso militare al mondo di un'arma atomica, contro la città giapponese di Hiroshima.
- 8 agosto: l'URSS onora il suo accordo di dichiarare guerra al Giappone entro tre mesi dalla vittoria in Europa ed invade la Manciuria.
- 9 agosto: senza risposta giapponese ai suoi ultimatum, Truman dà il permesso per il secondo ed ultimo uso militare al mondo di un'arma atomica, contro la città giapponese di Nagasaki.
- 12 agosto: le forze giapponesi in Corea si arrendono alle armate sovietiche ed americane.
- 17 agosto: dichiarazione d'indipendenza dell'Indonesia - l'Indonesia dichiara la sua indipendenza dagli olandesi. Ciò segna l'inizio della rivoluzione nazionale indonesiana.
- 19 agosto-1 settembre: il Viet Minh prende il controllo di Hanoi dopo la resa dell'esercito giapponese. Il suo leader Ho Chi Minh proclama l'indipendenza della Repubblica Democratica del Vietnam.[3]
- 2 settembre: resa del Giappone - I giapponesi si arrendono incondizionatamente al generale statunitense Douglas MacArthur che presiede l'occupazione del Giappone e blocca i rappresentanti russi ed altri alleati.[8]
- 5 settembre: Igor Guzenko, un russo che lavora presso l'ambasciata sovietica in Canada, diserta e fornisce la prova alla Royal Canadian Mounted Police di un giro di spie sovietiche che opera in Canada e negli Stati Uniti. Le rivelazioni aiutano a cambiare le percezioni dell'Unione Sovietica da alleato a nemico.[9]
- Novembre: crisi dell'Azerbaigian - Stalin rifiuta di cedere il territorio occupato dai sovietici in Iran, dando inizio alla crisi iraniana. Vengono formati due stati filo-sovietici di breve durata, il Governo Popolare dell'Azerbaigian e la Repubblica di Mahabad.

### 1946
- Gennaio: ripresa della guerra civile cinese tra le forze comuniste e nazionaliste.
- 7 gennaio: viene ricostituita la Repubblica d'Austria, con i suoi confini del 1937, ma divisa in quattro zone di controllo: americana, britannica, francese e sovietica.
- 11 gennaio: Enver Hoxha dichiara la Repubblica Popolare d'Albania, con se stesso come primo ministro.
- 9 febbraio: Iosif Stalin tiene il suo discorso elettorale, in cui afferma che il capitalismo e l'imperialismo rendono inevitabili le guerre future.[10]
- 22 febbraio: George F. Kennan scrive il suo lungo telegramma, descrivendo la sua interpretazione degli obiettivi e delle intenzioni della leadership sovietica.[11]
- Marzo: si riaccende la guerra civile greca tra i comunisti ed il Regno di Grecia.
- 2 marzo: i soldati britannici si ritirano dalla loro zona di occupazione nel sud dell'Iran. I soldati sovietici rimangono nel loro settore settentrionale.
- 5 marzo: Winston Churchill avverte della discesa di una cortina di ferro in tutta Europa. Nominata da Winston Churchill, l'obiettivo della cortina di ferro era quello di creare un divario tra i Paesi in via di sviluppo in Europa e quelli ancora sotto l'influenza politica e la dittatura (Unione Sovietica).[12]
- 26 maggio: il Partito Comunista Cecoslovacco e la sua sezione slovacca ottengono il 38% dei voti alle elezioni parlamentari del 1946, diventando il più grande partito dell'Assemblea nazionale costituente.
- 2 giugno: a seguito di un referendum, nasce la Repubblica Italiana.
- 4 luglio: le Filippine ottengono l'indipendenza dagli Stati Uniti e iniziano a combattere i ribelli comunisti Huk (rivolta Hukbalahap). In India scoppia la rivolta telangana.
- 6 settembre: in un discorso noto come discorso di Stoccarda, James F. Byrnes, segretario di Stato degli Stati Uniti ripudia il piano Morgenthau. Afferma l'intenzione degli Stati Uniti di mantenere le truppe in Europa a tempo indeterminato ed esprime l'approvazione degli Stati Uniti per l'annessione territoriale del 29% della Germania prebellica, ma non perdona ulteriori affermazioni.
- 8 settembre: in un referendum, la Bulgaria vota per l'istituzione di una repubblica popolare, deponendo re Simeone II. I paesi occidentali respingono il voto come fondamentalmente imperfetto.[13]
- 24 settembre: a Truman viene consegnato il Rapporto Clifford-Elsey, un documento che elenca le violazioni sovietiche degli accordi con gli Stati Uniti.
- 27 settembre: Nikolaj Vasil'evič Novikov scrive una risposta al lungo telegramma di Kennan, noto come "telegramma di Novikov", in cui afferma che gli Stati Uniti "stanno lottando per la supremazia mondiale".[14]
- 15 dicembre: l'Unione Sovietica si ritira dall'Iran. Sia il Governo Popolare dell'Azerbaigian che la Repubblica di Mahabad vengono sciolti.
- 19 dicembre: lo sbarco francese in Indocina dà inizio alla guerra d'Indocina. I francesi sono contrastati dai Viet Minh che vogliono l'indipendenza nazionale.

### 1947
- 1º gennaio: le zone di controllo americana e britannica in Germania si uniscono per formare la Bizona, nota anche come Bizonia.
- 10 febbraio: Istituzione dello stato neutrale del Territorio Libero di Trieste.
- 25 febbraio: la Prussia viene abolita de jure.
- 28 febbraio: Incidente del 28 febbraio.
- 7 marzo: inizia la guerra civile in Paraguay.
- 12 marzo: il presidente Harry Truman enuncia la dottrina Truman, a partire dalla concessione di aiuti alla Grecia e alla Turchia per evitare che cadano nella sfera sovietica.
- 16 aprile: Bernard Baruch, in un discorso pronunciato durante l'inaugurazione del suo ritratto alla Camera dei rappresentanti della Carolina del Sud, conia il termine "guerra fredda" per descrivere le relazioni tra gli Stati Uniti e l'Unione Sovietica.[15]
- 22 maggio: gli Stati Uniti estendono 400 milioni di dollari di aiuti militari alla Grecia e alla Turchia, segnalando la loro intenzione di contenere il comunismo nel Mediterraneo.
- 5 giugno: il segretario di Stato George Marshall delinea i piani per un programma completo di assistenza economica per i paesi devastati dalla guerra dell'Europa occidentale. Sarebbe diventato noto in tutto il mondo come il Piano Marshall.
- 11 luglio: gli Stati Uniti annunciano nuove politiche di occupazione in Germania. La direttiva sull'occupazione JCS 1067, la cui sezione economica aveva proibito "passi volti alla riabilitazione economica della Germania [o] intesi a mantenere o rafforzare l'economia tedesca", è sostituita dalla nuova direttiva sull'occupazione statunitense JCS 1779 che invece osserva che "un'Europa ordinata e prospera richiede i contributi economici di una Germania stabile e produttiva".
- 14 agosto: il Pakistan ottiene l'indipendenza dal Regno Unito.
- 15 agosto: l'India ottiene l'indipendenza dal Regno Unito.
- Settembre: l'Unione Sovietica costituisce l'Ufficio d'informazione comunista (COMINFORM) con il quale detta le azioni dei leader e dei partiti comunisti nelle sue sfere di influenza.
- 20 ottobre: Stanisław Mikołajczyk, leader del Partito Popolare Polacco, non comunista, fugge dal Paese in vista dell'imminente arresto. L'opposizione politica organizzata e legale al comunismo polacco è effettivamente finita.
- 14 novembre: le Nazioni Unite approvano una risoluzione che chiede il ritiro dei soldati stranieri dalla Corea, elezioni libere in ciascuna delle due amministrazioni e la creazione di una commissione delle Nazioni Unite dedicata all'unificazione della penisola.
- 29 novembre: spartizione delle Nazioni Unite della Palestina.
- 30 novembre: guerra del 1947-1949 e guerra civile in Palestina.
- 30 dicembre: in Romania, il re Michele I di Romania è costretto ad abdicare da Gheorghe Gheorghiu-Dej, la monarchia viene abolita e viene invece istituita la Repubblica Popolare di Romania. Il Partito Comunista governerà il paese fino al dicembre 1989.

### 1948

Abitanti di Berlino osservano un Douglas C-54 Skymaster atterrare all'aeroporto di Tempelhof nel 1948 in occasione del ponte aereo per Berlino.

- 5 gennaio: la Birmania (oggi Myanmar) diventa indipendente dal Regno Unito attraverso il Burma Independence Act 1947.
- 30 gennaio: Mahatma Gandhi viene assassinato.
- 25 febbraio: il Partito Comunista prende il controllo nel colpo di Stato cecoslovacco del 1948.
- 10 marzo: viene riferito che il ministro degli Esteri cecoslovacco Jan Masaryk si sarebbe suicidato.
- 12 marzo: inizia la guerra civile costaricana.
- 3 aprile: Truman firma il piano Marshall in vigore. Alla fine dei programmi, gli Stati Uniti avevano donato 12,4 miliardi di dollari in assistenza economica ai paesi dell'Europa occidentale.
- 9 aprile: in Colombia inizia la Violencia tra il Partito Conservatore Colombiano e il Partito Liberale Colombiano.
- 10 maggio: un voto parlamentare in Corea del Sud vede la conferma di Syngman Rhee come presidente della Repubblica di Corea, dopo un boicottaggio della sinistra.
- 14 maggio: Viene formato lo Stato di Israele, con David Ben-Gurion come primo Primo ministro.
- 15 maggio: scoppia la guerra arabo-israeliana.
- 12 giugno: Mátyás Rákosi diventa segretario generale del Partito Ungherese dei Lavoratori e diventa il leader de facto dell'Ungheria Comunista.
- 18 giugno: inizia un'insurrezione comunista in Malesia contro le forze britanniche e del Commonwealth.
- 21 giugno: in Germania, la zona britannica e la zona francese lanciano una moneta comune, il marco tedesco.
- 24 giugno: Stalin ordina il blocco di Berlino, chiudendo tutte le rotte terrestri dalla Germania Ovest a Berlino, nel tentativo di affamare le forze francesi, britanniche e americane dalla città. In risposta, le tre potenze occidentali lanciano il ponte aereo per Berlino per rifornire i cittadini di Berlino per via aerea.
- 28 giugno: l'Unione Sovietica espelle la Jugoslavia dall'Ufficio d'informazione comunista (COMINFORM) per la posizione di quest'ultima sulla guerra civile greca.
- 28 giugno: Stalin tenta di far morire di fame Berlino Ovest con un blocco. Inizia il ponte aereo per Berlino.
- 15 agosto: gli Stati Uniti dichiarano che la Repubblica di Corea è il governo legittimo della penisola coreana, con Syngman Rhee insediato come leader.
- 9 settembre: l'Unione Sovietica dichiara che la Repubblica Popolare Democratica di Corea è il governo legittimo di tutta la penisola coreana, con Kim Il-sung insediato come leader.
- 11 settembre: morte di Mohammad Ali Jinnah.
- 18 settembre: in Indonesia inizia l'Affare Madiun, una rivolta condotta dal Fronte Democratico Popolare (FDR) guidato da Musso, del Partito Comunista Indonesiano. La rivolta finisce dopo tre mesi quando l'esercito indonesiano cattura e uccide la maggior parte dei ribelli.
- 20 novembre: il console americano e il suo staff a Mukden, in Cina, vengono presi in ostaggio virtuale dalle forze comuniste in Cina. La crisi non finisce fino a un anno dopo, quando le relazioni degli Stati Uniti con il nuovo governo comunista in Cina erano state gravemente danneggiate.

### 1949
- 5 - 8 gennaio: viene formato il Consiglio di mutua assistenza economica (COMECON).
- 4 aprile: viene fondata l'Organizzazione del Trattato del Nord Atlantico (NATO) da Belgio, Canada, Danimarca, Francia, Islanda, Italia, Lussemburgo, Paesi Bassi, Norvegia, Portogallo, Regno Unito e Stati Uniti, al fine di resistere all'espansione comunista.
- 11 maggio: il blocco sovietico di Berlino si conclude con la riapertura delle vie di accesso a Berlino. Il trasporto aereo continua fino a settembre, nel caso in cui i sovietici ristabilissero il blocco. Brune sostiene: "Mosca si rese conto che il blocco non aveva avuto successo: aveva avvicinato le potenze occidentali piuttosto che dividerle. Infine, le contromisure occidentali avevano inflitto notevoli danni alla vita economica della Germania orientale e degli altri satelliti sovietici".[16]
- 23 maggio: in Germania, la Bizona si fonde con la zona di controllo francese per formare la Repubblica Federale di Germania, con Bonn come capitale.
- 29 agosto: l'Unione Sovietica testa la sua prima bomba atomica. Il test, noto agli americani come Joe 1, riesce, poiché l'Unione Sovietica diventa la seconda potenza nucleare al mondo.
- 13 settembre: l'URSS pone il veto all'adesione alle Nazioni Unite di Ceylon, Finlandia, Islanda, Italia, Giordania e Portogallo.
- 15 settembre: Konrad Adenauer diventa il primo cancelliere della Repubblica Federale di Germania.[17]
- 1º ottobre: Mao Zedong dichiara la fondazione della Repubblica Popolare Cinese, aggiungendo un quarto della popolazione mondiale al campo comunista.
- 7 ottobre: i sovietici dichiarano che la loro zona della Germania è la Repubblica Democratica Tedesca, con capitale a Berlino Est.
- 16 ottobre: Nikos Zachariadīs, leader del Partito Comunista di Grecia, dichiara la fine della rivolta armata. La dichiarazione conclude la guerra civile greca e il primo contenimento riuscito del comunismo.
- 27 dicembre: i Paesi Bassi cedono la sovranità delle Indie orientali agli Stati Uniti d'Indonesia a seguito del Trattato di pace olandese-indonesiano, con Sukarno come primo presidente della neonata federazione.[18]

## Anni '50

### 1950
- 5 gennaio: il Regno Unito riconosce la Repubblica popolare cinese. La Repubblica di Cina interrompe le relazioni diplomatiche con il Regno Unito.
- 19 gennaio: la Cina riconosce ufficialmente e diplomaticamente il Vietnam come indipendente dalla Francia.
- 21 gennaio: gli ultimi soldati del Kuomintang si arrendono nella Cina continentale.
- 31 gennaio: il presidente Truman annuncia l'inizio dello sviluppo di una bomba all'idrogeno.[19]
- 3 febbraio: l'Unione Sovietica stabilisce relazioni diplomatiche con l'Indonesia attraverso uno scambio di telegrammi tra il vicepresidente indonesiano, Mohammad Hatta, e il ministro degli Esteri sovietico Andrej Vyšinskij.
- 9 febbraio: il senatore Joseph McCarthy afferma per la prima volta senza prove che i comunisti si siano infiltrati nel Dipartimento di Stato statunitense, portando ad una controversa serie di indagini anticomuniste negli Stati Uniti.[20]
- 12 febbraio: l'Unione Sovietica e la Repubblica popolare cinese firmano un patto di mutua difesa.
- 11 marzo: il leader del Kuomintang Chiang Kai-shek trasferisce la sua capitale a Taipei, Taiwan, stabilendo uno scontro con la Repubblica popolare cinese.
- 7 aprile: il direttore della pianificazione politica Paul Nitze emette il NSC-68, un rapporto riservato, sostenendo l'adozione del contenimento come pietra angolare della politica estera degli Stati Uniti. Avrebbe dettato la politica degli Stati Uniti per i successivi vent'anni.
- 11 maggio: Robert Schuman descrive la sua ambizione di un'Europa unita. Nota come la Dichiarazione Schuman, segna l'inizio della creazione della Comunità Europea.
- 25 giugno: la Corea del Nord invade la Corea del Sud, dando inizio alla guerra di Corea. Il Consiglio di sicurezza delle Nazioni Unite vota per intervenire a difesa del Sud. L'Unione Sovietica non può porre il veto, poiché sta boicottando il Consiglio di sicurezza sull'ammissione della Repubblica popolare cinese.
- 4 luglio: le forze delle Nazioni Unite impegnano per la prima volta le forze nordcoreane ad Osan. Non riescono a fermare l'avanzata nordcoreana ed arretrano verso sud, verso quello che sarebbe diventato il Perimetro di Pusan.
- 30 settembre: le forze delle Nazioni Unite sbarcano ad Incheon. Sconfiggendo le forze nordcoreane, spingono verso l'interno e riconquistano Seul.
- 2 ottobre: le forze delle Nazioni Unite attraversano il 38º parallelo, entrando in Corea del Nord.
- 5 ottobre: le forze della Repubblica popolare cinese si mobilitano lungo il fiume Yalu.
- 22 ottobre: Pyongyang, la capitale della Corea del Nord, cade nelle mani delle forze delle Nazioni Unite.
- 22 ottobre: la Cina interviene in Corea con 300.000 soldati, cogliendo di sorpresa le Nazioni Unite. Tuttavia, si ritirano dopo gli ingaggi iniziali.
- 15 novembre: le forze delle Nazioni Unite si avvicinano al fiume Yalu. In risposta, la Cina interviene nuovamente in Corea, ma con un esercito di 500.000 uomini. Quest'offensiva costringe le Nazioni Unite a tornare verso la Corea del Sud.

### 1951
- 4 gennaio: i soldati cinesi conquistano Seul.
- 14 marzo: le forze delle Nazioni Unite riconquistano Seul durante l'operazione Ripper. Alla fine di marzo hanno raggiunto il 38º parallelo e formato una linea difensiva attraverso la penisola coreana.
- 29 marzo: Julius ed Ethel Rosenberg vengono condannati per spionaggio per il loro ruolo nel passare segreti atomici ai sovietici durante e dopo la seconda guerra mondiale; verranno giustiziati il 19 giugno 1953.
- 11 aprile: il presidente degli Stati Uniti Harry S. Truman dimette Douglas MacArthur dal comando delle forze statunitensi in Corea perché chiedeva l'uso di armi nucleari contro il nemico.
- 18 aprile: il trattato di Parigi forma la Comunità europea del carbone e dell'acciaio.
- 23 aprile: il giornalista americano William N. Oatis viene arrestato in Cecoslovacchia per presunto spionaggio.
- 1º settembre: Australia, Nuova Zelanda e Stati Uniti firmano il trattato dell'ANZUS. Ciò costringe i tre paesi a cooperare in materia di difesa e sicurezza nel Pacifico.
- 10 ottobre: il presidente Harry S. Truman firma il Mutual Security Act, annunciando al mondo, e alle sue potenze comuniste in particolare, che gli Stati Uniti erano pronti a fornire aiuti militari ai "popoli liberi".
- 14 novembre: il presidente Harry Truman chiede al Congresso statunitense aiuti militari ed economici per la nazione comunista della Jugoslavia.
- 12 dicembre: l'Autorità internazionale per la Ruhr revoca parte delle restanti restrizioni alla produzione industriale tedesca ed alla capacità produttiva.

### 1952
- 18 febbraio: Grecia e Turchia aderiscono alla NATO.
- 28 aprile: entra in vigore il trattato di San Francisco, firmato dal Giappone l'8 settembre 1951, ed il Giappone firma il trattato di Taipei, ponendo formalmente fine al suo periodo di occupazione ed isolamento e diventando uno stato sovrano.
- Giugno: lo Strategic Air Command inizia il dispiegamento di Reflex Alert di bombardieri nucleari a lungo raggio Convair B-36 e B-47 Stratojet verso basi oltremare come la base aerea di Nouasseur appositamente costruita nel Marocco francese, ponendoli entro il raggio d'azione senza rifornimento di Mosca.
- 14 giugno: gli Stati Uniti posano la chiglia del primo sottomarino a propulsione nucleare del mondo, lo USS Nautilus.
- 30 giugno: termina il Piano Marshall, con la produzione industriale europea ora ben al di sopra di quella del 1948.
- 23 luglio: Gamal Abdel Nasser guida un colpo di Stato contro re Faruq dell'Egitto.
- 2 ottobre: il Regno Unito testa con successo la sua prima bomba atomica nell'operazione Hurricane. Il test fa del Regno Unito la terza potenza nucleare al mondo.
- 1º novembre: gli Stati Uniti testano la loro prima bomba a fusione termonucleare, Ivy Mike.
- 4 novembre: Dwight Eisenhower sconfigge Adlai Stevenson nelle elezioni presidenziali del 1952.

### 1953
- 20 gennaio: Dwight D. Eisenhower diventa presidente, con John Foster Dulles come segretario di Stato.
- 3 febbraio: massacro di Batepá a São Tomé e Príncipe.
- 28 febbraio: Jugoslavia, Grecia e Turchia firmano il Patto balcanico. L'obiettivo principale del patto è scoraggiare l'espansionismo sovietico.
- 5 marzo: Stalin muore, scatenando una lotta di potere per succedergli. La NATO discute la possibilità di un nuovo inizio.[21]
- 31 maggio - 2 giugno: la rivolta di Plzeň del 1953 viene violentemente repressa dal governo cecoslovacco.
- 17 giugno: moti operai del 1953 nella Germania Est schiacciati dalle truppe sovietiche.[22]
- 26 luglio: inizia la Rivoluzione cubana, quando il Movimento del 26 luglio guidato da Fidel Castro tenta di rovesciare il governo di Fulgencio Batista.
- 27 luglio: un armistizio pone fine ai combattimenti nella guerra di Corea dopo che Eisenhower ha minacciato l'uso di armi nucleari.[23]
- 19 agosto: la CIA e l'MI6 britannico assistono a un colpo di Stato monarchico che riporta Mohammad Reza Pahlavi al potere come scià dell'Iran e depone il primo ministro Mohammed Mossadeq (Operazione Ajax). Il colpo di Stato venne organizzato a causa della nazionalizzazione iraniana dell'industria petrolifera e dei timori che l'Iran si unisse al campo sovietico.
- Nikita Chruscev diventa leader del Partito Comunista Sovietico. Il suo principale rivale, Lavrentij Berija, viene giustiziato a dicembre.
- 23 settembre: Spagna e Stati Uniti firmano il Patto di Madrid.
- 4–8 dicembre: Eisenhower incontra Churchill e Joseph Laniel alle Bermuda.

### 1954
- 21 gennaio: gli Stati Uniti lanciano il primo sottomarino nucleare al mondo, l'USS Nautilus. Il sottomarino nucleare sarebbe diventato l'ultimo deterrente nucleare.
- 8 marzo: Stati Uniti e Giappone firmano il trattato di mutua assistenza nippo-americano.
- 13 marzo: viene creato il KGB come agenzia successore del NKVD.
- Aprile - giugno: le udienze Esercito-McCarthy vengono trasmesse dalla televisione americana, portando ad una perdita di sostegno per il maccartismo.[24]
- 7 maggio: il Viet Minh sconfigge i francesi a Dien Bien Phu. La Francia si ritira dall'Indocina, lasciando quattro stati indipendenti: Cambogia, Laos, e quelli che diventeranno Vietnam del Nord e Vietnam del Sud. Gli accordi di Ginevra chiedono libere elezioni per unire il Vietnam, ma nessuna delle maggiori potenze occidentali desidera che ciò avvenga nel probabile caso in cui vinca il Viet Minh (comunisti nazionalisti).
- 17 maggio: la rivolta Hukbalahap nelle Filippine viene sconfitta.
- 2 giugno: il senatore Joseph McCarthy afferma che i comunisti si sono infiltrati nella CIA e nell'industria delle armi atomiche.
- 18 giugno: il governo guatemalteco eletto di sinistra viene rovesciato da un colpo di Stato sostenuto dalla CIA. S'installa un regime di destra instabile. L'opposizione, con i ribelli marxisti, porta ad una guerriglia in cui vengono commesse gravi violazioni dei diritti umani da entrambe le parti. Tuttavia, il regime sopravvive fino alla fine della guerra fredda.
- 8 luglio: il colonnello Carlos Castillo Armas viene eletto presidente della giunta che ha rovesciato l'amministrazione del presidente guatemalteco Jacobo Arbenz Guzman.
- 22 luglio: l'India annette i territori portoghesi di Dadra e Nagar Haveli.
- 11 agosto: inizia la crisi dello Stretto di Taiwan, con il bombardamento comunista cinese delle isole di Taiwan. Gli Stati Uniti sostengono Taiwan e la crisi si risolve da sola quando entrambe le parti si rifiutano di agire.
- 8 settembre: Fondazione dell'Organizzazione del Trattato del Sud-est asiatico (SEATO) da parte di Australia, Francia, Nuova Zelanda, Pakistan, Thailandia, Filippine, Regno Unito e Stati Uniti. Come la NATO, venne fondata per resistere all'espansione comunista, questa volta nelle Filippine e in Indocina.
- 10 ottobre: in Oman inizia la guerra di Jebel Akhdar.
- 1º novembre: inizia la guerra d'Algeria.
- 2 dicembre: Stati Uniti e Repubblica di Cina firmano il trattato di mutua difesa sino-americano.
- 15 dicembre: il Suriname diventa uno Stato costituente olandese.

### 1955
- 24 febbraio: viene fondato il Patto di Baghdad da Iran, Iraq, Pakistan, Turchia e Regno Unito. S'impegna a resistere all'espansione comunista in Medio Oriente.
- Marzo: iniziano gli aiuti sovietici alla Siria. I siriani rimarranno alleati dei sovietici fino alla fine della guerra fredda.
- 18 aprile: la Conferenza Asia-Africa (nota anche come Conferenza di Bandung) si tiene per la prima volta a Bandung, in Indonesia.
- Aprile: viene fondato il Movimento dei Non Allineati da Jawaharlal Nehru dell'India, Sukarno dell'Indonesia, Tito della Jugoslavia, Gamal Abdel Nasser dell'Egitto e Kwame Nkrumah del Ghana. Questo movimento è concepito per essere un baluardo contro la 'pericolosa polarizzazione' del mondo in quel momento e per ristabilire l'equilibrio di potere con le nazioni più piccole.
- 5 maggio: gli Alleati terminano l'occupazione della Germania Ovest.
- 6 maggio: gli Stati Uniti iniziano relazioni diplomatiche formali con la Germania Ovest, seguiti subito dopo da Regno Unito e Francia.[25]
- 9 maggio: la Germania Ovest si unisce alla NATO ed inizia il riarmo.
- 14 maggio: in Europa orientale viene fondato il Patto di Varsavia e comprende Germania Est, Cecoslovacchia, Polonia, Ungheria, Romania, Albania, Bulgaria ed Unione Sovietica. Agisce come controparte militare comunista della NATO.
- 15 maggio: neutralizzazione dell'Austria. Termine dell'occupazione alleata.
- 18 luglio: il presidente Dwight D. Eisenhower degli Stati Uniti, il primo ministro Anthony Eden del Regno Unito, il premier Nikolaj A. Bulganin dell'Unione Sovietica ed il primo ministro francese Edgar Faure, noti come i "Quattro Grandi", partecipano al Vertice di Ginevra. Era presente anche Nikita Chruscev.
- 15 agosto: inizia la prima guerra civile in Sudan.
- 1º novembre: inizio ufficiale della guerra del Vietnam.

### 1956
- 25 febbraio: Nikita Chruscev pronuncia il discorso "Sul culto della personalità e le sue conseguenze" alla sessione a porte chiuse del XX Congresso del PCUS. Il discorso segna l'inizio della destalinizzazione.
- 20 marzo: la Tunisia diventa indipendente dalla Francia.
- 28 giugno: rivolta di Poznań in Polonia.
- Luglio: gli Stati Uniti e il Regno Unito annullano le offerte di aiuto per la costruzione della diga di Assuan in Egitto a causa dei suoi acquisti di armi dal blocco orientale. Nasser si vendica nazionalizzando il canale di Suez.[26]
- 23 ottobre: rivoluzione ungherese del 1956: gli ungheresi si ribellano contro il governo dominato dai sovietici. Vengono schiacciati dall'esercito sovietico, che ripristina un governo comunista.
- 29 ottobre: crisi di Suez: Francia, Israele e Regno Unito attaccano l'Egitto con l'obiettivo di rimuovere Nasser dal potere. Le pressioni diplomatiche internazionali costringono gli aggressori a ritirarsi. Il canadese Lester B. Pearson incoraggia le Nazioni Unite ad inviare una forza di mantenimento della pace, la prima nel suo genere, nel territorio conteso. Lester B. Pearson vince un premio Nobel per la pace per le sue azioni e poco dopo diventa primo ministro canadese.
- 6 novembre: Dwight Eisenhower ottiene la rielezione, sconfiggendo Adlai Stevenson per la seconda volta nelle elezioni presidenziali del 1956.
- Dicembre: nel Vietnam del Sud inizia l'insurrezione Viet Cong, supportata dal Vietnam del Nord.

### 1957

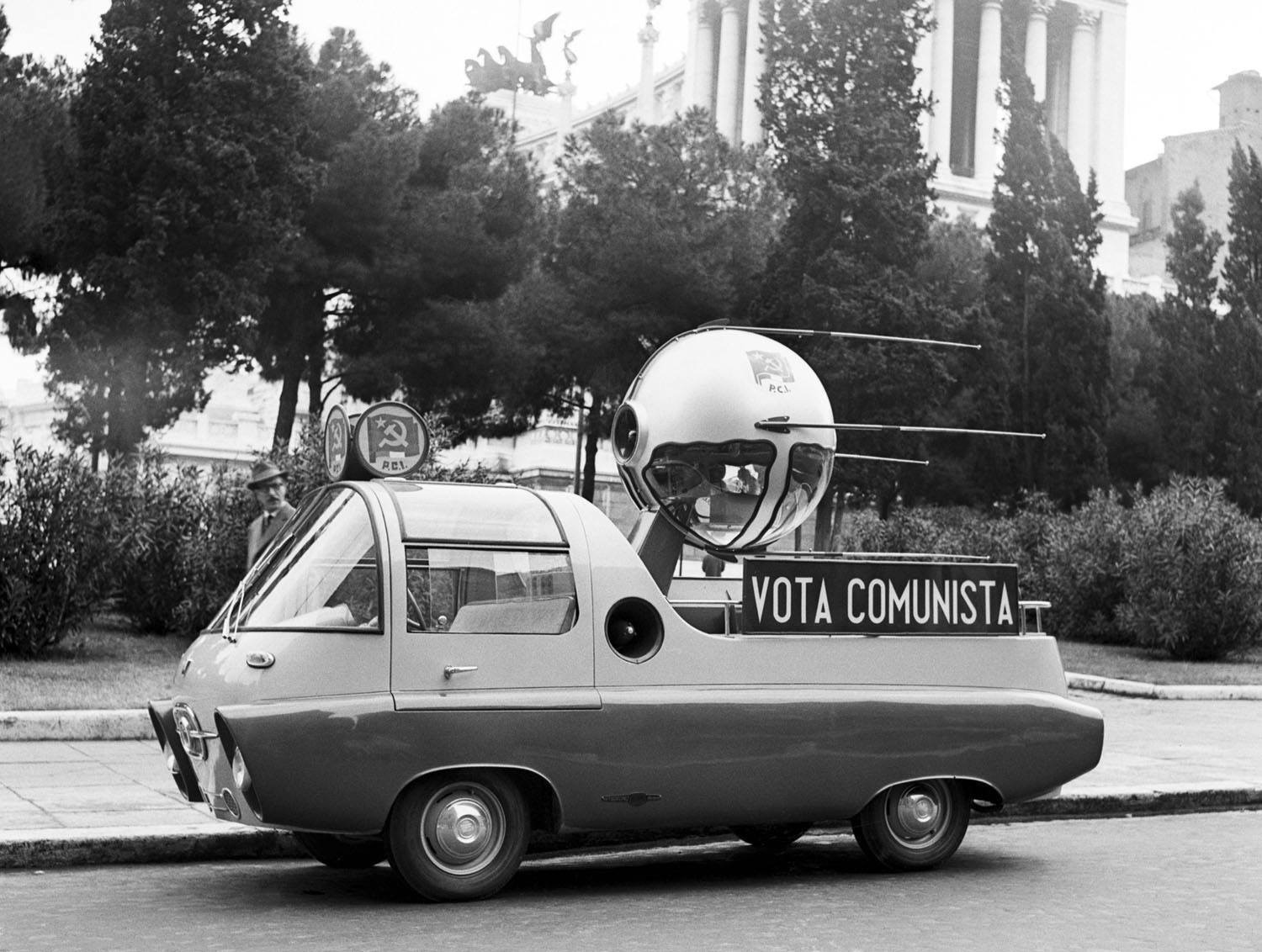
L'iniziale vantaggio sovietico nella corsa allo spazio venne sfruttato propagandisticamente dai partiti comunisti occidentali ancora allineati a Mosca.

- 5 gennaio: la Dottrina Eisenhower impegna gli Stati Uniti a difendere Iran, Pakistan e Afghanistan dall'influenza comunista.
- 22 gennaio: le forze israeliane si ritirano dal Sinai, che avevano occupato l'anno precedente.
- 15 febbraio: Andrej Gromyko inizia il suo lungo mandato come ministro degli esteri dell'Unione Sovietica.
- 6 marzo: il Ghana diventa indipendente dal Regno Unito sotto lo status del Commonwealth.
- 2 maggio: il senatore Joseph McCarthy soccombe ad una malattia esacerbata dall'alcolismo e muore.
- 15 maggio: il Regno Unito detona la sua prima bomba termonucleare.
- 31 agosto: la Malesia ottiene l'indipendenza dal Regno Unito.
- 1º ottobre: lo Strategic Air Command avvia un allarme nucleare 24 ore su 24, 7 giorni su 7 (continuo fino al termine nel 1991) in previsione di una capacità di attacco a sorpresa d'ICBM sovietici.
- 4 ottobre: lancio del satellite Sputnik, lo stesso giorno in cui viene rivelato l'Avro Arrow.
- 3 novembre: lancio dello Sputnik 2, con il primo essere vivente a bordo, Laika.
- 7 novembre: il rapporto finale di una commissione speciale convocata dal presidente Dwight D. Eisenhower per esaminare la prontezza della difesa della nazione indica che gli Stati Uniti sono molto indietro rispetto ai sovietici nelle capacità missilistiche e sollecita una vigorosa campagna per costruire rifugi antiatomici per proteggere gli americani cittadini.
- 15 novembre: il leader sovietico Nikita Chruscev afferma che l'Unione Sovietica ha la superiorità missilistica sugli Stati Uniti e sfida l'America ad un "incontro di tiro" missilistico per dimostrare la sua affermazione.
- 16-19 dicembre: la NATO tiene il suo primo vertice a Parigi, in Francia. È la prima volta che i leader della NATO s'incontrano dalla firma del Trattato del Nord Atlantico nell'aprile 1949.

### 1958
- Gennaio: Mao Zedong dà inizio al Grande balzo in avanti.
- 31 gennaio: l'esercito americano lancia Explorer 1, il primo satellite artificiale americano.
- 1º febbraio: formazione della Repubblica Araba Unita.
- 18 maggio: in una missione di bombardamento a sostegno della ribellione Permesta anti-Sukarno, un bombardiere B-26 fornito dalla CIA viene abbattuto ad Ambon, in Indonesia. Il pilota, il cittadino statunitense Allen Lawrence Pope, viene catturato e imprigionato.
- Giugno: un trasporto C-118, che trasporta merci dalla Turchia all'Iran, viene abbattuto. I nove membri dell'equipaggio vengono rilasciati dai russi poco più di una settimana dopo.[27]
- 14 luglio: un colpo di Stato in Iraq, la Rivoluzione del 14 luglio, rimuove il monarca filo-britannico. L'Iraq inizia a ricevere il sostegno dei sovietici. L'Iraq manterrà stretti legami con i sovietici durante la guerra fredda.
- 15 luglio: in Libano scoppia una crisi politica.
- Agosto: IRBM Thor schierati nel Regno Unito, a breve distanza da Mosca.
- 23 agosto: bombardamento cinese di Quemoy. Inizio della seconda crisi dello stretto di Taiwan.
- 1º settembre: l'Islanda amplia la sua zona di pesca. Il Regno Unito si oppose all'azione e alla fine dispiegò parte della sua marina nella zona, innescando così la guerra del merluzzo.
- 4 ottobre: viene formata la National Aeronautics and Space Administration o NASA.
- 8 ottobre: la Guinea diventa indipendente dalla Francia.
- Novembre: Inizio della Crisi di Berlino del 1958-1959, Nikita Chruscev chiede all'Occidente di lasciare Berlino.

### 1959
- 1º gennaio: Fidel Castro vince la Rivoluzione cubana e diventa il dittatore di Cuba. Negli anni successivi movimenti di guerriglia di ispirazione cubana sorsero in tutta l'America Latina.[28]
- 10-23 marzo: rivolta tibetana del 1959.
- 24 marzo: il governo della Nuova Repubblica dell'Iraq lascia il CENTO.
- 23 maggio: inizio della guerra civile laotiana.
- 24 luglio: Durante l'apertura dell'Esposizione Nazionale Americana a Mosca, il vice presidente degli Stati Uniti Richard Nixon ed il primo segretario sovietico Chruscev discutono apertamente delle capacità di ciascuna superpotenza. Questa conversazione è nota come dibattito in cucina.
- 31 luglio: inizia ufficialmente il conflitto basco, con l'obiettivo di creare uno stato indipendente per il popolo basco.
- 7 agosto: lancio dell'Explorer 6, che fotograferà la Terra dalla sua orbita.
- Settembre: Chruscev visita gli Stati Uniti per 13 giorni e gli viene negato l'accesso a Disneyland. Invece, visita SeaWorld (allora noto come Marineland of the Pacific).[29]
- 22 ottobre: lancio di Luna 3 che farà fotografie del lato oscuro della Luna.
- Novembre: inizio della rivoluzione ruandese.
- Dicembre: formazione del FLN (spesso chiamato Viet Cong) da parte del Vietnam del Nord. È un movimento ribelle comunista che giura di rovesciare il regime anticomunista del Vietnam del Sud. È ampiamente rifornito dal Vietnam del Nord e poi dall'URSS.

## Anni '60

### 1960
- 16 febbraio: la Francia testa con successo la sua prima bomba atomica, Gerboise bleue, nel mezzo del deserto algerino del Sahara.
- Aprile: inizia il dispiegamento d'IRBM Jupiter IRBM in Italia, posizionando missili nucleari entro il raggio d'azione di Mosca (come con gli IRBM Thor dispiegati nel Regno Unito).
- 1º maggio: il pilota americano Francis Gary Powers viene abbattuto a bordo del suo U-2 mentre vola ad alta quota sopra l'Unione Sovietica, causando la crisi degli U-2, motivo di imbarazzo per il presidente Eisenhower.
- Giugno: Crisi sino-sovietica: la leadership cinese, irritata per essere stata trattata come il "partner minore" dell'Unione Sovietica, dichiara la sua versione del comunismo superiore e inizia a competere con l'influenza dei sovietici, aggiungendo così una terza dimensione alla guerra fredda.
- 5 giugno: inizia la crisi del Congo.
- 31 luglio: gli insorti comunisti in Malesia vengono sconfitti.
- 3 agosto: il Niger diventa indipendente dalla Francia.
- 9 agosto: inizia la rivolta del Pathet Lao.
- 11 agosto: il Ciad diventa indipendente dalla Francia.
- 17 agosto: il Gabon diventa indipendente dalla Francia.
- 23 settembre: Nikita Chruscev si reca a New York City per parlare all'Assemblea generale delle Nazioni Unite, iniziando una visita di un mese negli Stati Uniti.
- 30 settembre: Sukarno tiene un discorso davanti alla quindicesima Assemblea generale delle Nazioni Unite dal titolo "Costruire il mondo di nuovo" in cui critica le Nazioni Unite per non essere neutrali e mette in dubbio la posizione della sede centrale delle Nazioni Unite a New York.
- 13 novembre: inizia la guerra civile in Guatemala.
- 28 novembre: la Mauritania diventa indipendente dalla Francia.

### 1961

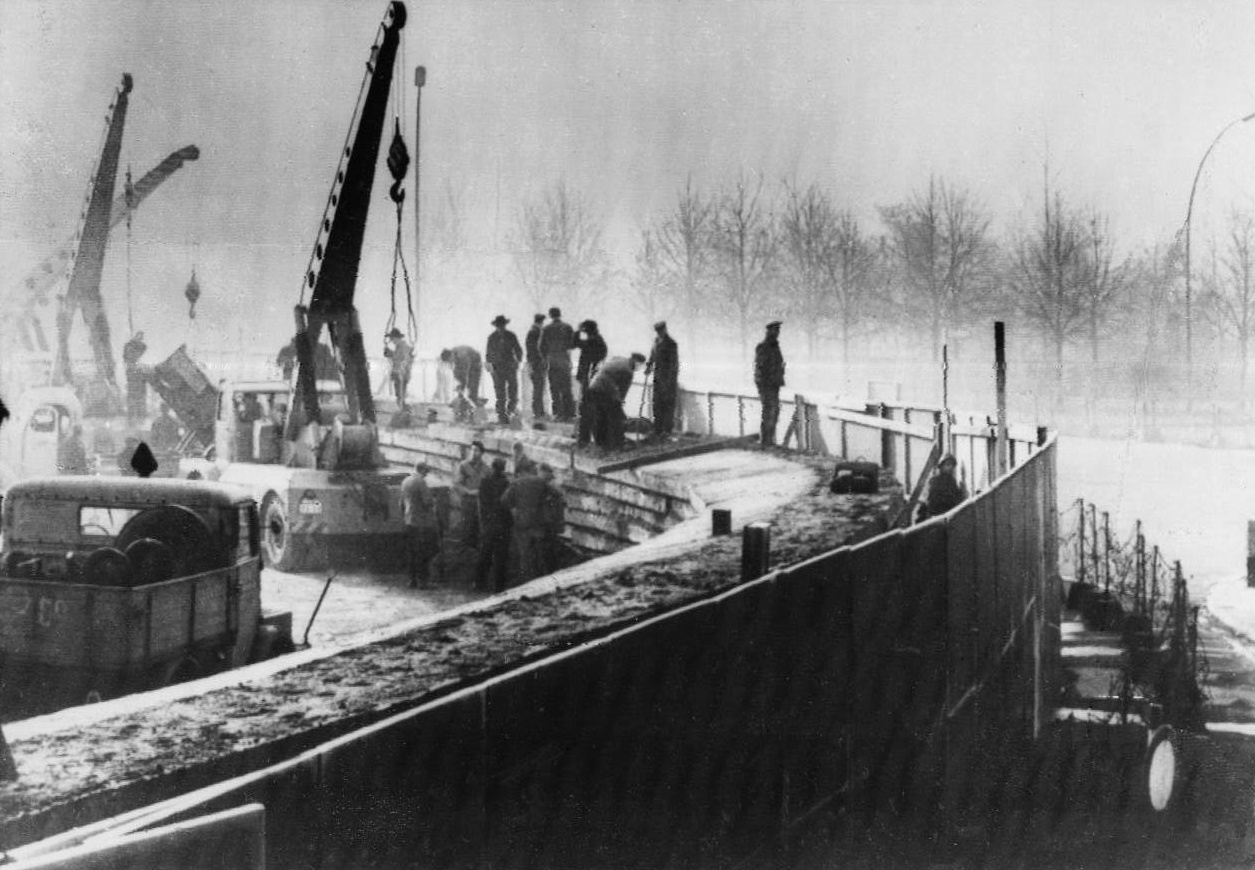
Costruzione del Muro di Berlino.

- 3 gennaio: il presidente Eisenhower interrompe le relazioni diplomatiche con Cuba.
- 20 gennaio: John F. Kennedy diventa presidente degli Stati Uniti.
- 4 febbraio: i nazionalisti angolani, compresi i comunisti, iniziano un'insurrezione contro il dominio portoghese.
- 12 febbraio: l'Unione Sovietica lancia con successo Venera 1 con l'intenzione di condurre una missione di sorvolo su Venere.
- 12 aprile: Jurij Gagarin diventa il primo essere umano nello spazio e il primo ad orbitare attorno alla Terra quando l'Unione Sovietica lancia con successo Vostok 1.
- 17 - 19 aprile: Invasione della Baia dei Porci: un'invasione di Cuba sostenuta dalla CIA da parte di controrivoluzionari termina con un fallimento.
- 21 aprile: la Sierra Leone diventa indipendente dal Regno Unito sotto lo status del Commonwealth.
- 5 maggio: Alan Shepard diventa il primo americano ad andare nello spazio quando Freedom 7 viene lanciato con successo.
- 19 maggio: Venera 1 raggiunge con successo Venere essendo il primo veicolo spaziale a farlo, ma non è in grado di trasmettere alcun dato.
- 25 maggio: John F. Kennedy annuncia l'intenzione degli Stati Uniti di mandare un uomo sulla Luna, dando il via al Programma Mercury, il primo programma americano di volo spaziale umano.
- 4 giugno: Kennedy incontra Chruscev a Vienna.
- Giugno: inizia il dispiegamento d'IRBM Jupiter in Turchia, unendosi ai Jupiter schierati in Italia e agli IRBM Thor schierati nel Regno Unito come missili nucleari posti a breve distanza da Mosca.
- 11 luglio: la Corea del Nord e la Cina firmano un trattato difensivo, il Trattato sino-nordcoreano di mutuo soccorso ed amicizia di cooperazione.
- 19 luglio: inizia la rivoluzione del Nicaragua.
- 13 agosto: i sovietici costruiscono il muro di Berlino in seguito alla rottura dei colloqui per decidere il futuro della Germania.
- 17 agosto: iniziano gli aiuti dell'Alleanza per il Progresso all'America Latina da parte degli Stati Uniti.
- 1º settembre: l'Unione Sovietica riprende i test delle armi nucleari nell'atmosfera. Inizia la guerra d'indipendenza dell'Eritrea.
- 28 settembre: la Siria si ritira dalla Repubblica Araba Unita.
- 17 ottobre: XXII Congresso del PCUS.
- 27 ottobre: inizio dello stallo del Checkpoint Charlie tra carri armati statunitensi e sovietici.
- 31 ottobre: L'Unione Sovietica fa esplodere la Bomba Zar, la più potente arma termonucleare mai testata, con una resa esplosiva di circa 50 megatoni.
- 2 dicembre: Fidel Castro si descrive apertamente come un marxista-leninista.
- 18 dicembre: la Repubblica dell'India invade l'ex territorio portoghese di Goa.

### 1962
- 15 gennaio: le forze armate indonesiane iniziano ad infiltrarsi nel Territorio olandese d'oltremare della Nuova Guinea occidentale come parte dell'operazione Trikora, il secondo ed ultimo scontro tra l'Indonesia ed i Paesi Bassi sull'imperialismo.
- 10 febbraio: il pilota americano Francis Gary Powers viene scambiato con il colonnello spia senior del KGB Rudol'f Abel'.
- 20 febbraio: John Glenn viene lanciato nello spazio a bordo di Friendship-7 diventando il primo americano ad orbitare attorno alla Terra. Nonostante abbia molti ritardi nel lancio stesso, il volo ha successo.
- 1º luglio: Ruanda e Burundi diventano indipendenti dal Belgio.
- 20 luglio: viene stabilita da un accordo internazionale la neutralizzazione del Laos, ma il Vietnam del Nord si rifiuta di ritirare il proprio personale.[30]
- 2 agosto: la Giamaica ottiene l'indipendenza dal Regno Unito.
- 27 agosto: lancio di Mariner 2 per un sorvolo di Venere.
- 31 agosto: Trinidad e Tobago ottiene l'indipendenza dal Regno Unito.
- 8 settembre: guerra himalayana: le forze cinesi attaccano l'India, rivendicando numerose aree di confine.
- 26 settembre: inizia la guerra civile dello Yemen del Nord tra i partigiani del Regno Mutawakkilita ed i sostenitori della Repubblica Araba dello Yemen.
- 9 ottobre: l'Uganda diventa indipendente dal Regno Unito sotto lo status del Commonnwealth.
- 16 ottobre: crisi dei missili di Cuba: i sovietici hanno segretamente installato basi militari, incluse armi nucleari, a Cuba, a circa 90 miglia dalla terraferma degli Stati Uniti. Kennedy ordina una "quarantena" (un blocco navale) dell'isola che intensifica la crisi e porta gli Stati Uniti e l'URSS sull'orlo della guerra nucleare. Alla fine, entrambe le parti raggiungono un compromesso. I sovietici si tirano indietro e accettano di ritirare i loro missili nucleari da Cuba, in cambio di un accordo segreto di Kennedy che s'impegna a ritirare simili missili americani dalla Turchia e dall'Italia e garantisce che gli Stati Uniti non si muoveranno contro il regime di Castro.
- 1º novembre: l'Unione Sovietica lancia con successo Mars 1, con l'intenzione di sorvolare Marte.
- 21 novembre: Fine della guerra himalayana. La Cina occupa una piccola striscia di terra indiana conosciuta come Aksai Chin.
- 14 dicembre: Mariner 2 raggiunge Venere diventando il primo veicolo spaziale statunitense a raggiungere Venere ed un altro pianeta.

### 1963
- 20 gennaio: l'Indonesia dichiara di respingere la formazione della Malaysia attraverso la dichiarazione dell'allora ministro indonesiano degli Affari Esteri, Subandrio. Lo stesso Sukarno, come primo presidente dell'Indonesia, considerava la formazione della Federazione della Malesia come un progetto neocolonialista e come uno stato fantoccio britannico nel Sud-est asiatico. Questo segna l'inizio del confronto tra Indonesia e Malaysia.
- 23 gennaio: Kim Philby, il leader dei Cinque di Cambridge, diserta dall'Unione Sovietica a Beirut.[31] Inizia la lotta per l'indipendenza nella Guinea portoghese.
- 10 febbraio: Rivoluzione del Ramadan di Abd al-Karim Qasim.
- 9 giugno: il Fronte per la Liberazione del Dhofar intraprende una guerra in Oman nota come Ribellione di Dhofar.
- 13 giugno: Mars 1 raggiunge probabilmente Marte effettuando un sorvolo. Tuttavia, il contatto radio con la sonda venne perso il 21 marzo.
- 20 giugno: gli Stati Uniti accettano di istituire una linea rossa con l'URSS, rendendo così possibile la comunicazione diretta.
- 21 giugno: la Francia annuncia il ritiro della sua marina dalla Flotta nordatlantica della NATO.
- 26 giugno: il presidente degli Stati Uniti John F. Kennedy pronuncia il suo discorso Ich bin ein Berliner a Berlino.
- 31 luglio: Repubblica di Indonesia, Federazione della Malesia e Filippine firmano l'Accordo di Manila. Questo accordo contiene un accordo sull'autodeterminazione del popolo di Sabah e di Sarawak attraverso libere elezioni. Venne formata una conferenza chiamata Mafilindo, composta dai tre paesi che firmarono l'Accordo di Manila.
- 5 agosto: Stati Uniti, Regno Unito ed URSS firmano il Trattato sulla messa al bando parziale degli esperimenti nucleari, che proibisce gli esperimenti di armi nucleari ovunque tranne che nel sottosuolo.
- 16 settembre: viene costituita la Malaysia, con Tunku Abdul Rahman come primo primo ministro. Si riteneva che ciò violasse l'Accordo di Manila perché prima che fossero riportati i risultati delle elezioni per l'autodeterminazione di Sabah e Sarawak, la Malaysia si era formata.
- 25 settembre: Guerra delle sabbie tra Marocco ed Algeria.
- 14 ottobre: inizia l'Emergenza di Aden.
- 2 novembre: il primo ministro sudvietnamita Ngo Dinh Diem viene assassinato con un colpo di Stato. Si sospetta il coinvolgimento della CIA.
- 22 novembre: John F. Kennedy viene colpito ed ucciso a Dallas. Ci sono state alcune speculazioni sul fatto che i paesi comunisti o persino la CIA fossero coinvolti nell'assassinio, ma queste teorie rimangono controverse. Il vicepresidente di Kennedy Lyndon B. Johnson diventa presidente degli Stati Uniti.
- 12 dicembre: il Kenya diventa indipendente dal Regno Unito.

### 1964
- 12 gennaio: il governo del Sultanato di Zanzibar, dominato dagli arabi, viene rovesciato da John Okello, che istituisce la nuova repubblica popolare. Il nuovo regime ordina un massacro contro le minoranze, provocando la morte di centinaia di migliaia di arabi e asiatici meridionali nell'isola di Zanzibar.
- 27 gennaio: la Francia riconosce la Repubblica popolare cinese. La Repubblica di Cina interrompe le relazioni diplomatiche con la Francia il 10 febbraio.
- 31 marzo - 1 aprile: un colpo di Stato guidato da militari rovescia il presidente João Goulart in Brasile. Le proposte di Goulart, come la riforma agraria e un maggiore controllo dello stato nell'economia, erano viste come comuniste.
- 20 aprile: il presidente degli Stati Uniti Lyndon Johnson a New York e il primo segretario sovietico Nikita Chruscev a Mosca, annunciano simultaneamente piani per ridurre la produzione di materiali per la fabbricazione di armi nucleari.
- 27 maggio: morte di Jawaharlal Nehru. Inizia il conflitto armato colombiano.
- 4 luglio: inizia la guerra civile in Rhodesia, quando gli insorti nazionalisti/marxisti africani si ribellano contro il dominio coloniale in Rhodesia (l'odierno Zimbabwe). Il Malawi diventa indipendente dal Regno Unito.
- 4 agosto: il presidente degli Stati Uniti Lyndon B. Johnson afferma che navi militari nordvietnamite avevano sparato contro due cacciatorpediniere americani nel golfo del Tonchino. Sebbene ci fosse stato un primo attacco, è stato successivamente dimostrato che le navi americane erano entrate per prime nel territorio del Vietnam del Nord e che l'affermazione del secondo attacco era infondata. L'incidente del golfo del Tonchino porta all'aperto coinvolgimento degli Stati Uniti nella guerra del Vietnam, dopo la Risoluzione del Golfo del Tonchino.
- 21 settembre: Malta diventa indipendente dal Regno Unito.
- 14 ottobre: Leonid Breznev succede a Cruscev per diventare Segretario generale del Partito Comunista dell'Unione Sovietica.
- 16 ottobre: la Cina testa la sua prima bomba atomica. Il test rende la Cina la quinta potenza nucleare al mondo.
- 24 ottobre: lo Zambia diventa indipendente dal Regno Unito.

### 1965

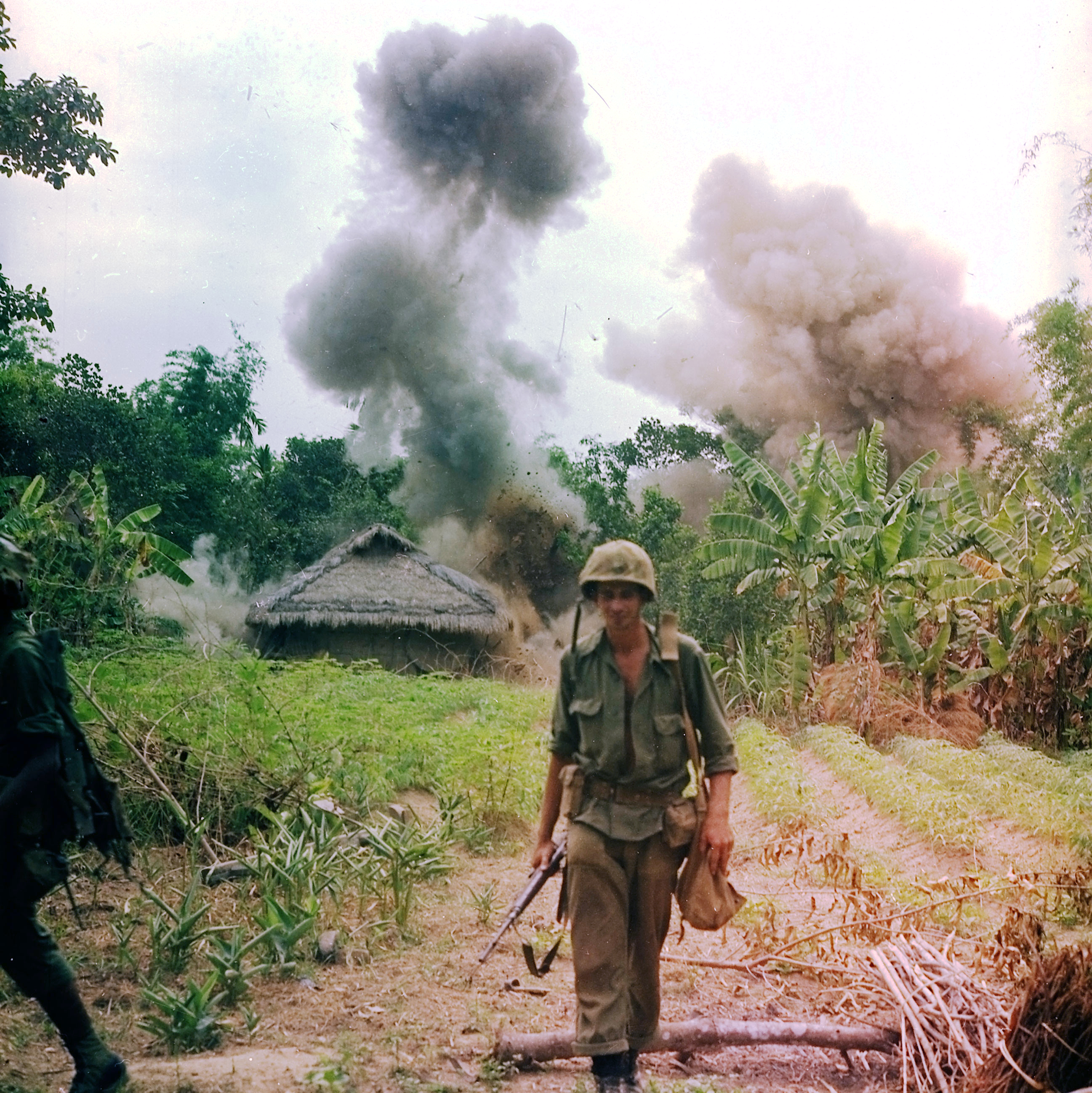
Marine statunitensi impegnati nel rastrellamento di un villaggio durante la guerra del Vietnam.

- 24 gennaio: morte di Winston Churchill.
- 18 febbraio: il Gambia diventa indipendente dal Regno Unito.
- 18 marzo: Alexej Leonow conduce la prima attività extraveicolare o passeggiata spaziale nella storia dalla sua astronave, Voskhod 2, nello spazio.
- 24 aprile: Guerra civile dominicana: le forze fedeli all'ex presidente Juan Bosch rovesciano l'attuale leader Donald Reid Cabral.
- 3 giugno: Ed White conduce la prima passeggiata spaziale americana dalla sua astronave, Gemini IV.
- 5 agosto: inizio della guerra indo-pakistana del 1965.
- 9 agosto: Singapore viene espulso dalla Malaysia, ottenendo l'indipendenza.
- 1 ottobre: sei generali indonesiani vengono uccisi dal Movimento 30 settembre durante un fallito colpo di Stato successivamente attribuito al Partito Comunista Indonesiano. I massacri di sospetti comunisti iniziano poco dopo.
- 1º novembre: inizia la guerra civile in Ciad.
- 11 novembre: il governo della Rhodesia dominata dai bianchi dichiara la propria indipendenza, considerata una proclamazione illegale dal primo ministro britannico Harold Wilson. La Rhodesia non venne formalmente riconosciuta da nessun paese, ma ricevette sostegno dal vicino Mozambico portoghese e dal regime sudafricano dell'apartheid nella loro guerra contro i guerriglieri africani che decisero di estromettere il governo bianco.
- 22 novembre: D. N. Aidit, presidente del Partito Comunista Indonesiano, viene giustiziato dall'esercito indonesiano nel Boyolali dopo essere diventato latitante in conseguenza del Movimento 30 settembre la cui colpa ricade sul Partito Comunista Indonesiano.

### 1966
- 31 gennaio: viene lanciato Luna 9.
- 3 febbraio: Luna 9 atterra con successo sulla Luna diventando la prima navicella spaziale ad atterrare dolcemente su un altro corpo extraterrestre.
- 10 marzo: la Francia si ritira dalla struttura di comando della NATO.
- 11 marzo: il presidente Sukarno dell'Indonesia firma un documento che consegna l'autorità al maggior generale Suharto, che successivamente istituisce il regime filo-occidentale ed anticomunista del Nuovo Ordine, che resta al potere fino al 1998.
- 8 maggio: la Cina comunista detona un terzo ordigno nucleare.
- 26 maggio: la Guyana diventa indipendente dal Regno Unito.
- 30 maggio: viene lanciato Surveyor 1.
- 2 giugno: Surveyor 1 diventa il primo veicolo spaziale americano ad atterrare dolcemente su un altro corpo extraterrestre.
- Il ministro degli Affari Esteri indonesiano Adam Malik ed il vice primo ministro malese Tunku Abdul Razak firmano l'Accordo di Giacarta, ponenndo fine al confronto tra Indonesia e Malaysia.
- 26 agosto: inizia la guerra d'indipendenza della Namibia.
- 30 settembre: il Botswana diventa indipendente dal Regno Unito.
- 5 ottobre: inizio degli scontri armati di basso livello nella ZDM coreana tra la Corea del Nord e la Corea del Sud, sostenuta dagli Stati Uniti.
- 30 novembre: Barbados diventa indipendente dal Regno Unito.

### 1967
- 11 marzo: con la rivolta di Samlaut inizia la guerra civile in Cambogia.
- 12 marzo: il generale Suharto rovescia ufficialmente Sukarno e viene nominato presidente dell'Indonesia. L'Indonesia passa dall'essere amichevole con i paesi del blocco orientale come l'Unione Sovietica, la Repubblica popolare cinese, la Corea del Nord e Cuba durante l'amministrazione Sukarno a stringere amicizia con paesi occidentali come gli Stati Uniti durante l'amministrazione Suharto o era del Nuovo Ordine. Il capitale e gli investitori stranieri iniziarono ad entrare in Indonesia.
- 25 aprile: 33 paesi dell'America Latina e dei Caraibi firmano a Città del Messico il trattato di Tlatelolco, che chiede la proibizione delle armi nucleari in America Latina e nei Caraibi.
- 18 maggio: Jurij Andropov diventa direttore del KGB.
- 23 maggio: l'Egitto blocca gli stretti di Tiran, quindi espelle le forze di pace delle Nazioni Unite e sposta il proprio esercito nella penisola del Sinai in preparazione di un possibile attacco a Israele.
- 25 maggio: Rivolta a Naxalbari, in India, che segna l'espansione del maoismo come movimento rivoluzionario violento, anti-statunitense e anti-sovietico in un certo numero di paesi in via di sviluppo.
- 30 maggio: lo stato nigeriano del Biafra si separa dal resto della Nigeria, proclamandosi Repubblica del Biafra.
- 5 giugno: in risposta all'aggressione dell'Egitto, Israele invade la Penisola del Sinai, dando inizio alla guerra dei sei giorni.
- 17 giugno: la Cina detona la sua prima bomba all'idrogeno.
- 23 giugno: il presidente degli Stati Uniti Lyndon B. Johnson incontra il premier sovietico Aleksej Kosygin a Glassboro, New Jersey per un vertice di tre giorni.
- 1º luglio: inizio della guerra d'attrito.
- 6 luglio: inizia la guerra civile in Nigeria, in risposta alla dichiarazione d'indipendenza del Biafra.
- 8 agosto: viene istituita la dichiarazione di Bangkok per reprimere la minaccia comunista nel Sud-est asiatico. Ciò crea l'ASEAN.
- 8 ottobre: cattura di Che Guevara da parte di rangers boliviani addestrati dagli Stati Uniti.
- 9 ottobre: fucilazione di Che Guevara.
- 29 novembre: Robert McNamara annuncia che si dimetterà da Segretario alla Difesa degli Stati Uniti per diventare presidente della Banca Mondiale.

### 1968
- 30 gennaio: inizia l'offensiva del Tet.

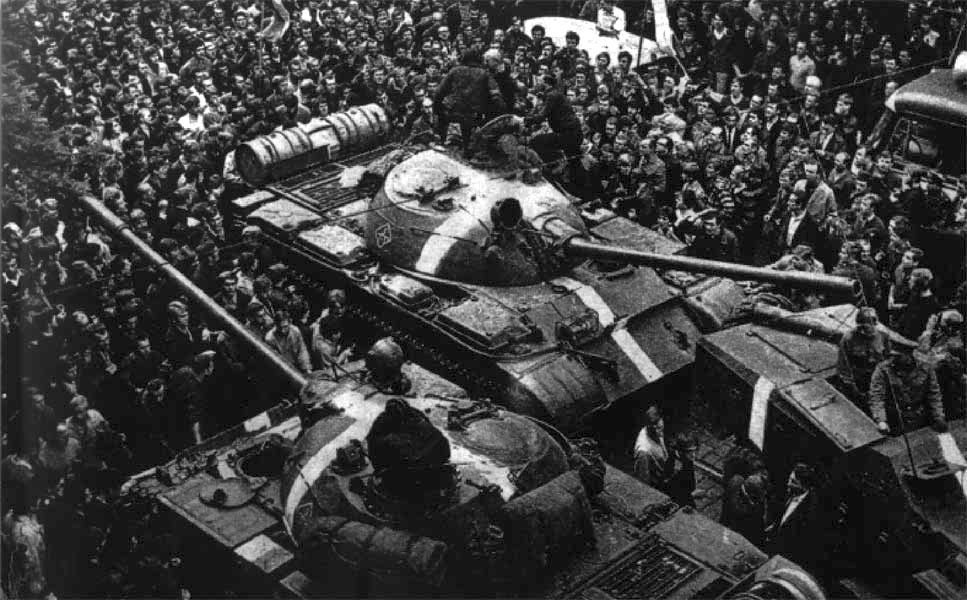
Folla di dimostranti che circondano alcuni carri armati sovietici durante la Primavera di Praga.

- 12 marzo: Mauritius diventa indipendente dal Regno Unito sotto status del Commonwealth.
- 18 marzo: inizia il conflitto Moro.
- 30 marzo: Johnson sospende i bombardamenti sul Vietnam del Nord e annuncia che non si candiderà per la rielezione.
- 8 giugno: fine dell'offensiva del Tet; pur essendo una vittoria militare americana, solleva interrogativi sulle possibilità militari americane in Vietnam.
- 17 giugno: inizia la seconda emergenza malese.
- 1º luglio: il Trattato di non proliferazione nucleare (TNP) è aperto alla firma.
- 17 luglio: Abdul Rahman Arif, il presidente dell'Iraq a quel tempo, viene rovesciato da un colpo di Stato organizzato dal partito baathista iracheno. La rivoluzione alla fine portò all'insediamento del governo baathista iracheno.
- 20 agosto: Primavera di Praga. Le riforme nella Cecoslovacchia comunista portano alla repressione da parte del Patto di Varsavia, guidato dall'Armata Rossa sovietica.
- 6 settembre: lo Swaziland diventa indipendente dal Regno Unito.
- 3 ottobre: il generale peruviano Juan Velasco Alvarado rovescia il presidente Fernando Belaunde Terry con un colpo di Stato militare.
- 12 ottobre: la Guinea Equatoriale diventa indipendente dalla Spagna.
- 23 dicembre: il capitano e l'equipaggio della USS Pueblo vengono rilasciati dalla Corea del Nord.

### 1969
- 20 gennaio: Richard Nixon diventa presidente degli Stati Uniti.
- 2 marzo: scontri di confine tra Unione Sovietica e Cina.
- 17 marzo: gli Stati Uniti iniziano il bombardamento dei santuari comunisti in Cambogia.
- 16 luglio: viene lanciato l'Apollo 11.
- 20 luglio: gli Stati Uniti realizzano il primo sbarco sulla Luna con equipaggio, l'Apollo 11. Esso venne gestito da Neil Armstrong, "Buzz" Aldrin e Michael Collins.
- 24 luglio: l'Apollo 11 ritorna sulla Terra.
- 25 luglio: le truppe statunitensi si ritirano dal Vietnam. Inizio della vietnamizzazione.
- 1º settembre: Muammar al-Gaddafi rovescia la monarchia libica ed espelle il personale britannico e americano. La Libia si allinea con l'Unione Sovietica.
- 2 settembre: muore il leader del Vietnam del Nord Ho Chi Minh. È stato un evento significativo e decisivo sia per la guerra del Vietnam che per il conflitto di frontiera sino-sovietico.
- 21 ottobre: Siad Barre rovescia il governo della Somalia con un colpo di Stato incruento. Si dichiara presidente della Somalia e riorganizza il paese in uno Stato comunista monopartitico; la Repubblica Democratica Somala.
- 17 novembre: iniziano ad Helsinki i negoziati per la limitazione delle armi strategiche.
- 27 novembre - 6 dicembre: Yemen del Sud ed Arabia Saudita combattono la guerra di al-Wadiah.

## Anni '70

### 1970
- 15 gennaio: il Biafra viene reintegrato nella Nigeria, terminando la guerra civile nigeriana.
- 5 marzo: entra in vigore il Trattato di non proliferazione nucleare, ratificato tra gli altri da Regno Unito, Unione Sovietica e Stati Uniti.
- 18 marzo: Lon Nol prende il potere in Cambogia e fonda la Repubblica Khmer. I khmer rossi e i comunisti vietnamiti attaccano il nuovo regime, che vuole porre fine alla presenza del Vietnam del Nord in Cambogia.
- 7 agosto: termina la guerra d'attrito.
- 12 agosto: Unione Sovietica e Germania Ovest firmano il Trattato di Mosca.
- 17 agosto: lancio di Venera 7.
- 6 settembre: inizio del settembre nero in Giordania.
- 24 ottobre: Salvador Allende diventa presidente del Cile dopo la conferma del Congresso cileno.
- 18 novembre: inizia il supporto degli Stati Uniti al regime di Lon Nol.
- 15 dicembre: Venera 7 atterra su Venere diventando la prima navicella spaziale ad atterrare dolcemente su un altro pianeta.

### 1971
- 25 gennaio: Idi Amin lancia un colpo di Stato riuscito contro Milton Obote e si dichiara presidente dell'Uganda. Sotto Amin, l'Uganda cambiò alleanza con il blocco orientale e sviluppò forti legami con l'Unione Sovietica e la Germania Est.
- 8 febbraio: le forze del Vietnam del Sud entrano in Laos per tagliare velocemente il sentiero di Ho Chi Minh.
- 11 febbraio: viene firmato il Trattato sul controllo delle armi sui fondali marini che vieta il posizionamento di armi nucleari al di fuori della zona costiera di 12 miglia (22,2 km) di un paese.
- 10 marzo: il Dominion di Ceylon dichiarato in condizioni di emergenza dopo gli attacchi comunisti del Fronte di Liberazione Popolare all'ambasciata americana.
- 26 marzo: Dichiarazione d'indipendenza del Bangladesh. Iniziano la guerra di liberazione bengalese e il genocidio bengalese.
- 19 aprile: lancio di Saljut 1. Diventerà la prima stazione spaziale.
- 15 maggio: la Rivoluzione correttiva di Anwar Sadat epura i membri nasseristi del governo e delle forze di sicurezza, e alla fine espelle i militari sovietici dall'Egitto.
- 28 maggio: lancio di Mars 3.
- 30 maggio: lancio di Mariner 9.
- 19-22 luglio: Un colpo di Stato sostenuto dai comunisti viene tentato senza successo contro Ja'far al-Nimeyri in Sudan.
- Settembre: Operazione FOOT - il primo ministro britannico Edward Heath espelle 105 funzionari sovietici dalla Gran Bretagna.
- 3 settembre: Regno Unito, Unione Sovietica, Francia e Stati Uniti firmano l'Accordo delle quattro potenze.
- 11 settembre: morte di Nikita Chruscev.
- 11 ottobre: Saljut 1 brucia nell'atmosfera.
- 25 ottobre: L'Assemblea generale delle Nazioni Unite approva la Risoluzione 2758, riconoscendo la Repubblica popolare cinese come unico governo legittimo della Cina, causando la perdita dell'adesione a Taiwan.
- 26 ottobre: Mathieu Kérékou prende il controllo della Repubblica del Dahomey, rinominandola Benin e dichiarandola stato marxista-leninista.
- 14 novembre: Mariner 9 arriva nell'orbita di Marte, diventando il primo veicolo spaziale a orbitare attorno a un altro pianeta.
- 2 dicembre: Mars 3 arriva nell'orbita di Marte e sbarca il suo lander. Il lander riesce a diventare il primo veicolo spaziale ad atterrare dolcemente su Marte, ma trasmette per 20 secondi prima di perdere il contatto.
- 3 dicembre: l'India entra nella guerra di liberazione bengalese dopo che il Pakistan ha lanciato attacchi aerei preventivi sugli aeroporti indiani.
- 16 dicembre: il tenente generale A. A. K. Niazi, comandante in capo delle forze armate pakistane situate nel Pakistan orientale, si arrende incondizionatamente firmando lo Instrument of Surrender che viene accettato dal tenente generale Jagjit Singh Aurora, comandante congiunto delle forze alleate Bangladesh-India. Il Bangladesh è ufficialmente riconosciuto dal blocco orientale.

### 1972
- 21 febbraio: Nixon visita la Cina, la prima visita di un presidente degli Stati Uniti dall'istituzione della Repubblica popolare cinese.
- 30 marzo: il FLN va all'offensiva nel Vietnam del Sud, solo per essere respinto dal regime del Vietnam del Sud con grande supporto aereo americano.
- Aprile: in Burundi si verificano uccisioni di massa note come Ikiza commesse dall'esercito dominato dai tutsi contro gli hutu.
- 10 aprile: viene firmata la Convenzione sulle armi biologiche che vieta la produzione, lo sviluppo e lo stoccaggio di armi biologiche.
- 26 maggio: l'accordo SALT (SALT I) segna l'inizio della distensione tra Stati Uniti e URSS.
- 1º settembre: Bobby Fischer sconfigge il russo Boris Spasskij in una partita di scacchi a Reykjavík, Islanda, diventando il primo campione ufficiale americano di scacchi (vedi Partita del secolo).
- 2-28 settembre: Summit Series, un torneo di hockey su ghiaccio tra Canada e Unione Sovietica.
- 21 settembre: il presidente filippino Ferdinand Marcos dichiara la legge marziale in risposta alla crescente minaccia comunista nelle Filippine.
- 26 settembre: inizia la breve guerra di confine tra la Repubblica Araba dello Yemen e lo Yemen del Sud.
- 18 dicembre: Richard Nixon annuncia l'inizio di una massiccia campagna di bombardamenti nel Vietnam del Nord.

### 1973
- 27 gennaio: gli accordi di pace di Parigi pongono fine al coinvolgimento americano nella guerra del Vietnam. Il Congresso taglia i fondi per i continui bombardamenti dell'Indocina.
- Febbraio: i separatisti beluci lanciano una guerriglia di cinque anni contro il governo pakistano per creare una nazione separata del Belucistan.
- 21 febbraio: viene firmato il Trattato di Vientiane come accordo di cessate il fuoco per la guerra civile laotiana. Il trattato prevede l'allontanamento di tutti i soldati stranieri dal Laos. Il trattato prevede la creazione di un governo di coalizione, ma mai concretizzato.
- 21 giugno: Germania Ovest e Germania Est vengono entrambe ammesse nelle Nazioni Unite.
- 10 luglio: le Bahamas diventano indipendenti dal Regno Unito.
- 11 settembre: colpo di Stato in Cile - Il presidente marxista democraticamente eletto del Cile, Salvador Allende, viene deposto e muore di trauma balistico durante un colpo di Stato militare guidato dal generale Augusto Pinochet.
- 6 ottobre: guerra del Kippur - Israele viene attaccato da Egitto e Siria, la guerra termina con un cessate il fuoco.
- 14 ottobre: Rivolta popolare in Thailandia.
- 22 ottobre: l'Egitto diserta dal fronte americano accettando una proposta di cessate il fuoco degli Stati Uniti durante la guerra dell'ottobre 1973.
- 11 novembre: l'Unione Sovietica annuncia che, a causa della sua opposizione al recente rovesciamento del governo del presidente cileno Salvador Allende, non giocherà lo spareggio di qualificazione alla Coppa del mondo di calcio contro la nazionale cilena se la partita si terrà a Santiago.

### 1974
- 7 febbraio: Grenada diventa indipendente dal Regno Unito.
- 25 aprile: rivolta delle forze armate portoghesi contro il regime autoritario dell'Estado Novo. Terminò ufficialmente il fascismo in Portogallo, la Spagna divenne l'ultimo e unico paese fascista ancora in piedi all'epoca.
- Giugno: la Francia lascia la SEATO. Scioglimento dell'organizzazione.
- 26 giugno: la NATO tiene un vertice a Bruxelles, il primo ad essere tenuto dal 1957.
- 28 giugno: inizia il vertice di Mosca.
- 20 luglio: la Turchia invade Cipro dopo il colpo di Stato condotto dalla giunta militare greca.
- 9 agosto: Gerald Ford diventa presidente degli Stati Uniti dopo le dimissioni di Nixon.
- 4 settembre: gli Stati Uniti e la Germania Est iniziano relazioni diplomatiche.
- 12 settembre: il monarca filo-occidentale dell'Etiopia, Hailé Selassié, viene estromesso da una giunta militare marxista nota come Derg.
- 24 settembre: l'accordo SALT II viene redatto durante l'incontro al vertice di Vladivostok sul controllo degli armamenti.

### 1975
- 3 gennaio: il Trade Act of 1974, compreso l'emendamento Jackson-Vanik, diventa legge negli Stati Uniti.
- 13 aprile: le tensioni tra cristiani maroniti e musulmani innescano la guerra civile in Libano.
- 18 aprile: i khmer rossi comunisti, sotto la guida di Pol Pot, prendono il potere in Cambogia. Inizio del genocidio cambogiano.
- 30 aprile: il Vietnam del Nord vince la guerra del Vietnam. Il regime del Vietnam del Sud cade con la resa di Saigon e i due paesi sono uniti sotto un governo comunista.
- 12 maggio: Crisi della Mayagüez: i khmer rossi sequestrano una nave da guerra americana, provocando l'intervento americano per riconquistare la nave e il suo equipaggio. Alla fine, l'equipaggio viene rilasciato dalla prigionia.
- 8 giugno: lancio di Venera 9, una missione spaziale sovietica senza equipaggio su Venere.
- 25 giugno: il Portogallo si ritira da Angola e Mozambico, dove sono insediati governi marxisti, il primo con il sostegno delle truppe cubane. La guerra civile travolge entrambe le nazioni e coinvolge angolani, mozambicani, sudafricani e cubani, con le superpotenze che sostengono le rispettive ideologie.
- Luglio: ha luogo il Programma test Apollo-Sojuz. È il primo volo congiunto dei programmi spaziali statunitensi e sovietici. La missione è vista come un simbolo di distensione e la fine della "corsa allo spazio".
- 5 luglio: Capo Verde diventa indipendente dal Portogallo.
- 6 luglio: le Comore diventano indipendenti dalla Francia.
- 12 luglio: São Tomé e Príncipe diventa indipendente dal Portogallo.
- 1º agosto: Stati Uniti, Canada, Unione Sovietica e Comunità Europea firmano l'Atto finale di Helsinki della Conferenza sulla sicurezza e la cooperazione in Europa.
- 9 ottobre: Andrej Sacharov viene premiato con il Premio Nobel per la pace.
- 30 ottobre: inizia la guerra del Sahara Occidentale tra Marocco, Mauritania e Fronte Polisario.
- Novembre: inizia l'operazione Condor.
- 20 novembre: morte di Francisco Franco.
- 25 novembre: il Suriname ottiene ufficialmente l'indipendenza dai Paesi Bassi.
- 28 novembre: Dopo una guerra civile su piccola scala, Timor Est sotto il FRETILIN dichiara la propria indipendenza.
- 29 novembre: il Pathet Lao prende il potere in Laos.
- 7 dicembre: nell'operazione Seroja, le forze armate indonesiane invadono Timor Est. Il giorno prima, il presidente degli Stati Uniti Gerald Ford aveva dato il via libera all'invasione in un incontro con il presidente indonesiano Suharto a Giacarta. Si stima che circa 100.000-180.000 persone saranno uccise o moriranno di fame nei 25 anni di occupazione.[32][33]

### 1976
- 8 gennaio: morte del premier cinese Zhou Enlai.
- Febbraio: le forze sovietiche e cubane installano un governo comunista in Angola.
- 24 marzo: il Processo di riorganizzazione nazionale prende il potere in Argentina a seguito di un riuscito colpo di Stato militare e lancia un'azione militare contro i guerriglieri argentini. Jorge Rafael Videla viene insediato come presidente.
- 4 maggio: inizia il conflitto corso, con l'obiettivo di uno stato corso indipendente dei nazionalisti corsi contro il governo francese.
- 29 giugno: le Seychelles diventano indipendenti dal Regno Unito sotto lo statu del Commonwealth.
- 2 luglio: riunificazione del Vietnam.
- 20 luglio: il personale militare statunitense si ritira dalla Thailandia.
- 1º settembre: inizio del Safari Club.
- 9 settembre: morte di Mao Zedong.
- 4 dicembre: inizia l'insurrezione ad Aceh. Jean-Bedel Bokassa si proclama imperatore dell'Impero Centrafricano.

### 1977
- 1º gennaio: intellettuali cecoslovacchi, tra cui Václav Havel, firmano la Charta 77.
- 20 gennaio: Jimmy Carter diventa presidente degli Stati Uniti.
- 8 marzo: ribellione nella Provincia dello Shaba del Zaire.
- 6 giugno: il Segretario di Stato americano Cyrus Vance assicura agli scettici che l'amministrazione Carter riterrà l'Unione Sovietica responsabile delle sue recenti repressioni contro gli attivisti per i diritti umani.
- 27 giugno: Gibuti diventa indipendente dalla Francia.
- 30 giugno: l'amministrazione Carter annulla il previsto bombardiere Rockwell B-1 Lancer.
- 21-24 luglio: Egitto e Libia combattono una guerra al confine egiziano-libico.
- 23 luglio: inizia la guerra dell'Ogaden.

### 1978
- 29 gennaio: nella striscia di Aozou inizia la guerra libico-ciadiana.
- 15 marzo: termina la guerra dell'Ogaden.
- 27 aprile: il presidente del governo dell'Afghanistan Sardar Mohammed Daoud viene rovesciato quando viene assassinato in un colpo di Stato guidato da ribelli filo-comunisti.
- 11 maggio: seconda ribellione nella provincia dello Shaba del Zaire.
- 1º ottobre: Tuvalu diventa indipendente dal Regno Unito.
- 3 novembre: Dominica diventa indipendente dal Regno Unito.
- 18 dicembre: Deng Xiaoping annuncia la riforma e apertura della Cina.
- 25 dicembre: in Afghanistan viene installato un regime comunista. Il Vietnam invade la Cambogia.

### 1979
- 1º gennaio: Stati Uniti e Cina normalizzano le relazioni diplomatiche.
- 7 gennaio: il Vietnam depone i khmer rossi e installa un governo filo-vietnamita e filo-sovietico noto come Repubblica Popolare di Kampuchea.
- 16 gennaio: la rivoluzione iraniana rovescia lo scià filo-occidentale, Mohammad Reza Pahlavi, e installa una teocrazia sotto il Grande Ayatollah Ruhollah Khomeyni. Di conseguenza il CENTO si dissolve.
- 17 febbraio: guerra sino-vietnamita, la Cina lancia un attacco punitivo contro il Vietnam per punirlo per aver invaso la Cambogia.
- 22 febbraio: Saint Lucia diventa indipendente dal Regno Unito.
- 24 febbraio: scoppia la guerra tra Repubblica Araba dello Yemen e Yemen del Sud.
- 4 maggio: Margaret Thatcher viene eletta primo ministro del Regno Unito, diventando la prima donna a guidare una grande democrazia occidentale.
- 9 maggio: scoppia la guerra civile di El Salvador tra ribelli guidati dai marxisti e il governo sostenuto dagli Stati Uniti.
- 2 giugno: papa Giovanni Paolo II inizia la sua prima visita pastorale nella sua nativa Polonia.
- 18 giugno: il presidente degli Stati Uniti Jimmy Carter e il leader sovietico, Leonid Brezhnev, firmano l'accordo SALT II, delineando limiti e linee guida per le armi nucleari.
- 3 luglio: il presidente Carter firma la prima direttiva per gli aiuti finanziari agli oppositori del regime filo-sovietico a Kabul, in Afghanistan.[34]
- 16 luglio: Saddam Hussein diventa presidente dell'Iraq dopo che Ahmed Hassan al-Bakr si è dimesso.
- 17 luglio: marxisti guidati dai rivoluzionari sandinisti rovesciano la dittatura Somoza sostenuta dagli Stati Uniti in Nicaragua. L'insurrezione dei Contra inizia poco dopo.
- 3 agosto: Francisco Macias Nguema viene deposto da un colpo di Stato guidato da Teodoro Obiang Nguema Mbasogo.
- Settembre: Nur Mohammad Taraki, il presidente marxista dell'Afghanistan, viene deposto e assassinato. La carica di presidente è assunta dal primo ministro Hafizullah Amin.
- 4 novembre: studenti iraniani islamisti prendono il controllo dell'ambasciata americana a sostegno della rivoluzione iraniana. La crisi degli ostaggi in Iran dura fino al 20 gennaio 1981.
- 20 novembre - 4 dicembre: Juhayman al-Otaybi e i suoi seguaci sequestrano la Grande Moschea alla Mecca, in Arabia Saudita.
- 12 dicembre: Decisione a doppio binario della NATO - La NATO offre una limitazione reciproca dei missili balistici unita alla minaccia che, in caso di disaccordo, la NATO dispiegherebbe più armi nucleari a medio raggio nell'Europa occidentale.
- 21 dicembre: la guerra civile in Rhodesia si conclude con la firma dell'accordo di Lancaster House. Lo Zimbabwe ottiene l'indipendenza dal Regno Unito.
- 24 dicembre: L'Unione Sovietica invade l'Afghanistan per estromettere Hafizullah Amin, dando inizio alla guerra sovietico-afghana e ponendo fine alla distensione.

## Anni '80

### 1980
- 3-4 gennaio: il presidente Jimmy Carter ritira il trattato SALT II dalla conferma del Senato e vieta la vendita di tecnologia all'Unione Sovietica.
- 27 gennaio: la dottrina Carter impegna gli Stati Uniti a difendere gli Stati del Golfo dall'invasione esterna.
- 13 febbraio: l'MI6 britannico inizia le sue operazioni segrete indirette e dirette in Afghanistan, per sostenere i mujaheddin afgani contro l'intervento sovietico.
- 25 febbraio: un colpo di Stato militare avvenuto in Suriname porta alla fine all'istituzione di un regime militare nel Paese.
- 21 marzo: gli Stati Uniti e i loro alleati boicottano le Olimpiadi del 1980 (15 luglio - 3 agosto) a Mosca.
- 17 aprile: Robert Mugabe diventa primo ministro dello Zimbabwe.
- 30 aprile: l'ambasciata iraniana a Londra viene conquistata dai militanti del FDRLA che iniziano un sequestro di sei giorni.
- 4 maggio: Josip Broz Tito, leader comunista della Jugoslavia dal 1945, muore all'età di 88 anni a Lubiana.
- 17 maggio: il Perù inizia a sperimentare un conflitto civile tra il governo e i gruppi di guerriglia marxisti-leninisti, in particolare Sendero Luminoso.
- 18-27 maggio: a Gwangju, in Corea del Sud, scoppia una rivolta antigovernativa.
- 3 luglio: la CIA avvia l'operazione Cyclone, un programma per armare e finanziare i mujaheddin afghani che combattono i sovietici in Afghanistan.
- 31 agosto: in Polonia viene firmato l'accordo di Danzica dopo un'ondata di scioperi iniziata presso i cantieri navali Lenin a Danzica. L'accordo consente maggiori diritti civili, come l'istituzione di un sindacato, noto come Solidarność, indipendente dal controllo del partito comunista.
- 22 settembre: l'Iraq di Saddam inizia ad invadere l'Iran, dando inizio alla guerra Iran-Iraq.

### 1981
- 17 gennaio: Ferdinand Marcos revoca la legge marziale in preparazione della visita di papa Giovanni Paolo II.
- 20 gennaio: Ronald Reagan diventa il 40º presidente degli Stati Uniti. Reagan viene eletto su una piattaforma contraria alle concessioni della distensione.
- 1º aprile: gli Stati Uniti sospendono gli aiuti economici al Nicaragua.
- 6 aprile: la guerra d'indipendenza del Somaliland viene condotta dal Movimento Nazionale Somalo nel nord della Somalia.
- 19 agosto: incidente del golfo della Sirte: aerei libici attaccano jet statunitensi nel golfo della Sirte, che la Libia ha annesso illegalmente. Due jet libici vengono abbattuti; non vengono subite perdite americane.
- 21 settembre: il Belize diventa indipendente dal Regno Unito. Rimangono 1.500 soldati britannici per dissuadere il Guatemala dall'attaccare il paese per controversie territoriali.
- 6 ottobre: assassinio di Anwar Sadat.
- 27 ottobre: un sottomarino sovietico, l'U137, si incaglia non lontano dalla base navale svedese a Karlskrona.
- 23 novembre: la Central Intelligence Agency (CIA) degli Stati Uniti inizia a sostenere i contras anti-sandinisti.
- 13 dicembre: il gen. Wojciech Jaruzelski, essendo stato nominato primo segretario del Partito Operaio Unificato Polacco, introduce la legge marziale, che limita drasticamente la vita normale, in un tentativo di schiacciare Solidarność e l'opposizione politica contro il regime comunista.

### 1982
- 24 febbraio: il presidente Ronald Reagan annuncia la Caribbean Basin Initiative per impedire il rovesciamento dei governi nella regione da parte delle forze del comunismo.
- 22 marzo: il presidente Ronald Reagan firma la P.L. 97-157 che denunciava al governo dell'Unione Sovietica di cessare gli abusi dei diritti umani fondamentali dei suoi cittadini.[35][36]
- 2 aprile: l'Argentina invade le isole Falkland, dando inizio alla guerra delle Falkland.
- 30 maggio: la Spagna si unisce alla NATO.
- 6 giugno: Israele invade il Libano per porre fine alle incursioni e agli scontri con le truppe siriane di stanza lì.
- 14 giugno: le isole Falkland liberate da una task force britannica. Fine della guerra delle Falkland.
- 10 novembre: morte e funerali di Leonid Breznev.
- 14 novembre: Jurij Andropov diventa segretario generale dell'Unione Sovietica.

### 1983
- Gennaio: la spia sovietica Dieter Gehrardt viene arrestata a New York.
- 8 marzo: in un discorso all'Associazione Nazionale degli Evangelici, Reagan definisce l'Unione Sovietica un "impero del male".
- 23 marzo: Ronald Reagan propone la Strategic Defense Initiative (SDI, o "Guerre stellari").
- 5 giugno: inizia la seconda guerra civile in Sudan.
- 7 luglio: Samantha Smith, dieci anni, accetta l'invito del premier sovietico Jurij Andropov e visita l'Unione Sovietica con i suoi genitori. Smith aveva scritto ad Andropov per chiedergli se avrebbe "votato per una guerra o no?" La lettera di Smith, pubblicata sul quotidiano sovietico Pravda, spinse Andropov a rispondere e ad invitare la ragazza nell'URSS. L'evento ampiamente pubblicizzato porta ad altri scambi culturali sovietico-americani.
- 22 luglio: in Polonia viene revocata la legge marziale.
- 23 luglio: inizia la guerra civile dello Sri Lanka tra le LTTE e il governo dello Sri Lanka.
- 30 luglio: il governo dello Sri Lanka mette al bando tutti i suoi principali partiti comunisti affermando che siano coinvolti nelle rivolte etniche, l'Unione Sovietica interviene per sbloccare i partiti.
- 4 agosto: Thomas Sankara rovescia Jean-Baptiste Ouédraogo e diventa presidente. Ribattezza il paese dell'Alto Volta in Burkina Faso un anno dopo.
- 21 agosto: l'ex senatore Benigno "Ninoy" S. Aquino viene assassinato all'Aeroporto Internazionale di Manila (ora Aeroporto Internazionale Ninoy Aquino).
- 1º settembre: il volo civile 007 della Korean Air Lines, con 269 passeggeri, incluso il membro del Congresso degli Stati Uniti Larry McDonald, viene abbattuto da un aereo intercettore sovietico.
- 26 settembre: incidente dell'equinozio d'autunno. Il sistema di allerta nucleare dell'URSS segnala il lancio di più missili balistici intercontinentali statunitensi. Stanislav Evgrafovič Petrov, un ufficiale delle forze di difesa aerea sovietiche, li identifica correttamente come falsi allarmi. Si ritiene che questa decisione abbia impedito un attacco nucleare di rappresaglia basato su dati errati sugli Stati Uniti e sui suoi alleati della NATO, che probabilmente avrebbe provocato una guerra nucleare e la morte di centinaia di milioni di persone.
- 25 ottobre: le forze statunitensi invadono l'isola caraibica di Grenada nel tentativo di rovesciare il governo comunista, espellere le truppe cubane ed interrompere la costruzione di una pista di atterraggio finanziata dai sovietici.
- 2 novembre: Esercitazione Able Archer 83 - La contraerea sovietica interpreta erroneamente un test delle procedure di guerra nucleare della NATO come una falsa copertura per un vero attacco della NATO; in risposta, le forze nucleari sovietiche vengono messe in massima allerta.
- 10 dicembre: il Processo di riorganizzazione nazionale, giunta militare dell'Argentina, viene sciolto dal presidente democraticamente eletto Raúl Alfonsín.

### 1984
- Gennaio: il presidente degli Stati Uniti Ronald Reagan delinea la politica estera che rafforza le sue precedenti dichiarazioni.
- 1º gennaio: il Brunei ottiene l'indipendenza dal Regno Unito.
- 13 febbraio: Konstantin Cernenko viene nominato segretario generale del Partito Comunista dell'Unione Sovietica.
- 24 maggio: il Congresso degli Stati Uniti ratifica l'Emendamento Boland che vieta gli aiuti statunitensi ai contras.
- 1-10 giugno: inizia l'operazione Blue Star.
- 28 luglio: vari alleati dell'Unione Sovietica boicottano le Olimpiadi del 1984 (28 luglio - 12 agosto) a Los Angeles.
- 11 agosto: durante un sound check del microfono per il suo discorso radiofonico settimanale, il presidente Ronald Reagan scherza sul bombardamento dell'Unione Sovietica. "Miei concittadini americani", dice Reagan. "Sono lieto di dirvi oggi che ho firmato una legislazione che metterà fuori legge la Russia per sempre. Cominceremo a bombardare tra cinque minuti". La battuta non andò in onda ma trapelò alla stampa. L'Unione Sovietica mette temporaneamente in massima allerta le sue forze di difesa.
- 31 ottobre: assassinio d'Indira Gandhi.
- 16 dicembre: Margaret Thatcher e il governo del Regno Unito, in un piano per aprire nuovi canali di dialogo con i candidati alla leadership sovietica, incontrano Michail Gorbačëv ai Chequers.

### 1985
- 6 febbraio: la Dottrina Reagan impegna gli Stati Uniti a sostenere le insurrezioni anticomuniste nel Terzo Mondo.
- 10 marzo: morte di Konstantin Cernenko.
- 11 marzo: Michail Gorbačëv diventa leader dell'Unione Sovietica.
- 15 marzo: termina in Brasile il governo militare.
- 24 marzo: il maggiore Arthur D. Nicholson, un ufficiale dell'intelligence militare dell'US Army viene colpito a morte da una sentinella sovietica nella Germania Est. È elencato come l'ultima vittima degli Stati Uniti nella Guerra Fredda.
- 11 aprile: morte di Enver Hoxha. Ramiz Alia assume la carica di primo segretario del Partito del Lavoro d'Albania, diventando il leader de facto dell'Albania.
- 22 aprile: il Processo alla Giunta si riunisce per perseguire i membri del Processo di Riorganizzazione Nazionale (la giunta militare che ha governato l'Argentina dal 1976 al 1983) per crimini di guerra e crimini contro l'umanità commessi durante la sua esistenza.
- 20 maggio: l'FBI arresta John Anthony Walker.
- 6 agosto: in concomitanza con il 40º anniversario del bombardamento atomico di Hiroshima e Nagasaki, l'Unione Sovietica inizia quella che ha annunciato essere una moratoria unilaterale di 5 mesi sui test delle armi nucleari. L'amministrazione Reagan respinge la mossa drammatica come nient'altro che propaganda e si rifiuta di seguirne l'esempio. Gorbačëv dichiara diverse proroghe, ma gli Stati Uniti non riescono a ricambiare e la moratoria termina il 5 febbraio 1987.
- 21 novembre: Reagan e Gorbačëv si incontrano per la prima volta ad un vertice a Ginevra, in Svizzera, dove concordano altri due (poi tre) vertici.

### 1986
- 13 gennaio: inizia la guerra civile nello Yemen del Sud.
- 13 febbraio: la Francia lancia l'operazione Epervier (Sparviero) nel tentativo di respingere l'invasione libica del Ciad.
- 25 febbraio: Rivoluzione del Rosario nelle Filippine, che rovescia il presidente Ferdinand Marcos. La prima donna presidente delle Filippine, Corazon Aquino, viene insediata come presidente.
- 15 aprile: operazione El Dorado Canyon.
- 15 aprile:Attacco missilistico libico contro Lampedusa
- 26 aprile: Disastro di Černobyl': una centrale nucleare sovietica in Ucraina esplode, provocando il peggior incidente nucleare della storia.
- 22 luglio: guerra civile in Suriname.
- 11-12 ottobre: vertice di Reykjavík: una svolta nel controllo degli armamenti nucleari.
- 3 novembre: Irangate: l'amministrazione Reagan annuncia pubblicamente di aver venduto armi all'Iran in cambio di ostaggi e di aver trasferito illegalmente i profitti ai ribelli Contra in Nicaragua.

### 1987

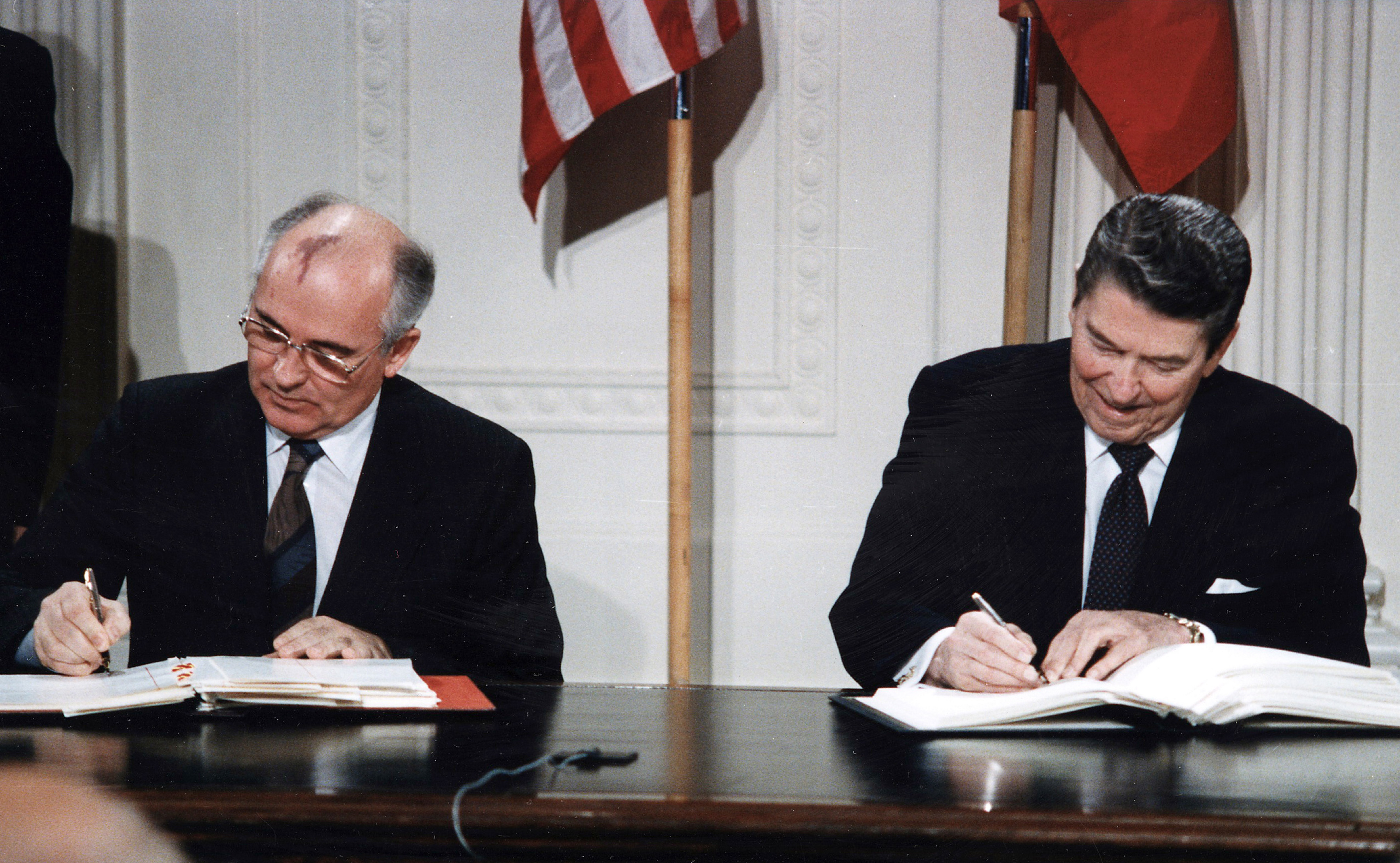
Il presidente statunitense Reagan e il segretario generale sovietico Gorbačëv firmano il trattato INF.

- 16 gennaio: inizia la Perestrojka. È speranza di Gorbachev che attraverso iniziative di apertura, dibattito e partecipazione, il popolo sovietico sosterrà la Perestrojka.
- 25 febbraio: in Estonia scoppia la guerra della fosforite.
- 15 aprile: insurrezione avvenuta in Sri Lanka da parte del gruppo marxista-leninista, il JVP.
- 12 giugno: durante una visita a Berlino Ovest, in Germania Ovest, il presidente degli Stati Uniti Ronald Reagan sfida notoriamente il segretario generale sovietico Michail Gorbačëv in un discorso: "Signor Gorbaciov, abbatta questo muro!" (il Muro di Berlino).
- 10 settembre: inizia la battaglia di Cuito Cuanavale, che intensifica ulteriormente la guerra d'indipendenza della Namibia.
- 30 settembre: Mohammad Najibullah diventa presidente dell'Afghanistan e attua una politica di riconciliazione nazionale come mezzo per porre fine alla guerra sovietico-afghana e per iniziare una fine dell'influenza sovietica nel Paese.
- 8 dicembre: a Washington, D.C. il presidente degli Stati Uniti ed il leader sovietico Michail Gorbačëv firmano il trattato INF. Alcuni in seguito affermano che questo fu l'inizio non ufficiale della fine della guerra fredda. Gorbačëv accetta il trattato START I.
- 9 dicembre: i palestinesi intraprendono la prima Intifada contro il governo israeliano.

### 1988
- 20 febbraio: Armenia ed Azerbaigian combattono la prima guerra del Nagorno Karabakh.
- 22 febbraio: Incidente: la USS Yorktown e la USS Caron vengono speronate al largo della penisola di Crimea dopo essere entrate nelle acque territoriali sovietiche.
- 11 maggio: Kim Philby (Harold Adrian Russell Philby), l'alto ufficiale dell'intelligence britannica che aveva disertato per l'Unione Sovietica, muore a Mosca.
- 15 maggio: i sovietici iniziano a ritirarsi dall'Afghanistan.
- 29 maggio-1 giugno: Reagan e Gorbačëv s'incontrano a Mosca. Il trattato INF viene ratificato. Quando gli viene chiesto se crede ancora che l'Unione Sovietica sia ancora un impero del male, Reagan risponde che stava parlando di "un altro tempo, un'altra era".
- 5 ottobre: Augusto Pinochet perde un plebiscito nazionale a causa del suo governo.
- 3 novembre:operazione Cactus.
- 6 novembre: lo scienziato sovietico e noto attivista per i diritti umani Andrej Sacharov inizia una visita di due settimane negli Stati Uniti.
- 15 novembre: dichiarazione d'indipendenza palestinese. Viene istituito formalmente lo Stato di Palestina.
- 7 dicembre: Gorbačëv annuncia in un discorso all'Assemblea generale delle Nazioni Unite che l'Unione Sovietica non interferirà più militarmente con l'Europa orientale.
- 22 dicembre: il Sudafrica si ritira dall'Africa del Sud-Ovest (l'attuale Namibia).

### 1989
- 4 gennaio: secondo scontro aereo del golfo della Sirte.
- 7 gennaio: morte dell'imperatore Hirohito, fine del Periodo Shōwa.
- 11 gennaio: l'Ungheria comunista introduce riforme politiche.
- 19 gennaio: il governo polacco legalizza Solidarność.
- 20 gennaio: George H. W. Bush diventa il 41º presidente degli Stati Uniti.
- 2 febbraio: le truppe sovietiche si ritirano dall'Afghanistan.
- 3 febbraio: Alfredo Stroessner viene deposto in un colpo di Stato guidato da Andrés Rodríguez.
- 15 febbraio: inizio della guerra civile in Afghanistan dopo la ritirata delle truppe sovietiche.
- 19-21 febbraio: a Giacarta si tiene il Jakarta Informal Meeting II. Questo incontro riuscì a risolvere due questioni importanti, vale a dire il ritiro delle truppe vietnamite dalla Cambogia e la prevenzione del ritorno del regime di Pol Pot. Successivamente, gli sforzi per risolvere il conflitto continueranno alla Conferenza internazionale di Parigi dal 30 al 31 luglio 1989.
- 26 marzo: l'Unione Sovietica tiene il primo turno delle elezioni legislative al Congresso dei deputati del popolo.
- 4 giugno: Massacro di piazza Tiananmen: le proteste di Pechino vengono represse dal governo comunista cinese, provocando un numero imprecisato di morti.
- 4 giugno: le elezioni in Polonia mostrano la completa mancanza di sostegno al Partito Comunista; il sindacato Solidarność conquista tutti i seggi disponibili in Parlamento e il 99% in Senato.
- 19 agosto: L'apertura della porta di confine tra Austria e Ungheria al Picnic paneuropeo mette in moto una reazione a catena, al termine della quale non c'era più una DDR e il blocco orientale si era disintegrato.
- Agosto: il parlamento polacco elegge Tadeusz Mazowiecki leader del primo governo non comunista del blocco orientale.
- 7 ottobre: si scioglie il Partito Socialista Operaio Ungherese.
- 18 ottobre: la Costituzione ungherese viene modificata per consentire un sistema politico multipartitico ed elezioni. Il mandato di quasi 20 anni del leader comunista Erich Honecker arriva al termine nella Germania Est.
- 7 novembre: si verificano disordini civili in Moldavia.
- 9 novembre: rivoluzioni del 1989: le riforme sovietiche hanno permesso all'Europa orientale di cambiare i governi comunisti. Il Muro di Berlino viene violato quando il portavoce del Politburo, Günter Schabowski, non pienamente informato degli aspetti tecnici o delle procedure della revoca delle restrizioni di viaggio appena concordata, annuncia erroneamente in una conferenza stampa a Berlino Est che le frontiere sono state aperte.
- 17-28 novembre: la rivoluzione di velluto pone fine al governo autoritario del partito unico nella Cecoslovacchia.
- 2 dicembre: fine della seconda emergenza malese con l'Accordo di pace di Hat Yai.
- 3 dicembre: al termine del vertice di Malta, il leader sovietico Michail Gorbačëv e il presidente degli Stati Uniti George H. W. Bush dichiarano che è iniziata un'era di pace di lunga durata. Molti osservatori considerano questo vertice come l'inizio ufficiale della fine della guerra fredda.
- 10 dicembre: inizia la rivoluzione mongola, quando i mongoli tengono manifestazioni pacifiche per porre fine al governo del partito unico nel paese.
- 14 dicembre: in Cile viene ripristinata la democrazia.
- 16-25 dicembre: rivoluzione rumena: i rivoltosi rovesciano il governo comunista di Nicolae Ceauşescu, giustiziando lui e sua moglie, Elena. La Romania è stato l'unico paese del blocco orientale a rovesciare violentemente il suo governo comunista o a giustiziare i suoi leader.
- 20 dicembre: gli Stati Uniti invadono Panama.
- 24 dicembre: inizia la prima guerra civile liberiana.
- 25 dicembre: si scioglie il Partito Comunista Rumeno.
- 29 dicembre: Václav Havel diventa presidente della Cecoslovacchia libera.

## Anni '90

### 1990
- 30 gennaio: si scioglie il Partito Operaio Unificato Polacco, permettendo la restaurazione della democrazia in Polonia.
- 31 gennaio: Termina l'operazione Just Cause ed inizia l'Operazione Promote Liberty.
- 11 marzo: la Lituania dichiara l'indipendenza dall'Unione Sovietica.
- 3 aprile: si scioglie il Partito Comunista Bulgaro, il partito al governo della Bulgaria.
- 22 maggio: Riunificazione dello Yemen.
- 29 maggio: Boris El'cin diventa presidente della Russia.
- 30 maggio: inizia il vertice di Washington.
- 2 agosto: l'Iraq invade il Kuwait. Inizio della guerra del Golfo.
- 20 agosto: l'Estonia dichiara l'indipendenza dall'Unione Sovietica.
- 23 agosto: l'Armenia dichiara l'indipendenza dall'Unione Sovietica.
- 9 settembre: George H. W. Bush e Michail Gorbačëv s'incontrano ad Helsinki e rilasciano una dichiarazione congiunta che condanna l'invasione del Kuwait.
- 1º ottobre: inizia la guerra civile in Ruanda tra il governo ed il Fronte Patriottico Ruandese.
- 3 ottobre: Riunificazione tedesca.
- 4 ottobre: la guerra civile in Mozambico si conclude con la sconfitta dell'anticomunista RENAMO, consentendo al partito marxista al potere, FRELIMO, di rimanere al potere.
- 15 ottobre: Michail Gorbačëv viene premiato con il Premio Nobel per la Pace.
- 2 novembre: inizia la guerra di Transnistria.
- 21 novembre: l'Organizzazione per la sicurezza e la cooperazione in Europa ratifica la Carta di Parigi.

### 1991
- 5 gennaio: inizia la prima guerra in Ossezia del Sud.
- 26 gennaio: Siad Barre viene estromesso dall'incarico, ponendo fine alla Repubblica Democratica Somala e scatenando la guerra civile in Somalia.
- 9 febbraio: la Lituania tiene un referendum sull'indipendenza con una maggioranza che vota per ripristinare l'indipendenza.
- 28 febbraio: termina la guerra del Golfo.
- 1º marzo: rivolte post guerra del Golfo.
- 3 marzo: Estonia e Lettonia tengono un referendum sull'indipendenza con voto a maggioranza per ripristinare l'indipendenza.
- 23 marzo: inizia la guerra civile in Sierra Leone.
- 31 marzo: la Georgia tiene un referendum sull'indipendenza con una maggioranza che vota per l'indipendenza dall'Unione Sovietica. Inizia la guerra d'indipendenza croata, che segna la disgregazione della Jugoslavia.
- 9 aprile: la Georgia dichiara l'indipendenza dall'Unione Sovietica.
- 21 maggio: Rajiv Gandhi viene assassinato.
- 12 giugno: si scioglie il Partito del Lavoro d'Albania.
- 27 giugno: la Slovenia combatte una guerra dei dieci giorni contro la Jugoslavia, segnando l'inizio della dissoluzione della Jugoslavia.
- 1º luglio: si scioglie il Patto di Varsavia.
- 31 luglio: viene ratificato il trattato START I.
- 19 agosto: tentativo di colpo di Stato in Unione Sovietica. Si verifica un colpo di Stato in risposta a un nuovo trattato sindacale da firmare il 20 agosto.
- 22 agosto: il colpo di Stato fallisce.
- 24 agosto: l'Ucraina dichiara l'indipendenza dall'Unione Sovietica.
- 25 agosto: la Bielorussia dichiara l'indipendenza dall'Unione Sovietica.
- 27 agosto: la Moldavia dichiara l'indipendenza dall'Unione Sovietica.
- 31 agosto: Uzbekistan e Kirghizistan dichiarano l'indipendenza dall'Unione Sovietica.
- Settembre: disordini nello Zaire.
- 9 settembre: il Tagikistan dichiara l'indipendenza dall'Unione Sovietica.
- 21 settembre: l'Armenia tiene un referendum sull'indipendenza del 1991 con una maggioranza che vota per l'indipendenza dall'Unione Sovietica nonostante abbia dichiarato l'indipendenza nell'agosto 1990.
- 26 ottobre: il Turkmenistan tiene un referendum sull'indipendenza con una maggioranza che vota per l'indipendenza dall'Unione Sovietica.
- 27 ottobre: il Turkmenistan dichiara l'indipendenza dall'Unione Sovietica.
- 31 ottobre: inizia la guerra civile a Gibuti.
- 12 novembre: l'esercito indonesiano massacra almeno 250 manifestanti indipendentisti di Timor Est durante l'occupazione indonesiana di Timor Est.
- 16 dicembre: il Kazakistan dichiara l'indipendenza dall'Unione Sovietica.
- 22 dicembre: inizia la guerra civile in Georgia.
- 25 dicembre: il presidente degli Stati Uniti George H. W. Bush, dopo aver ricevuto una telefonata da Boris El'cin, pronuncia un discorso il giorno di Natale riconoscendo la fine della guerra fredda. Michail Gorbačëv si dimette da presidente dell'URSS. La falce e martello viene calata per l'ultima volta sul Cremlino.
- 26 dicembre: il Consiglio delle Repubbliche del Soviet Supremo dell'URSS dissolve l'Unione Sovietica. Gli Stati Uniti sono diventati l'unica superpotenza del mondo.